# 십이연기설
12연기설(十二緣起說, 영어: the twelve nidanas)은 12연기(十二緣起) · 12지연기(十二支緣起) · 12인연(十二因緣)이라고도 하며, 무명 · 행 · 식 · 명색 · 6입 · 촉 · 수 · 애 · 취 · 유 · 생 · 노사의 12지, 즉 12요소로 된 연기설(緣起說)이다.
《잡아함경》 제12권 제298경 〈법설의설경(法說義說經)〉과 《연기경(緣起經)》에서 고타마 붓다는 연기법(緣起法)의 법(法)과 의(義), 즉 연기법 특히 유전연기의 정의 또는 본질[法, 初]과 그 자세한 모습 또는 뜻[義, 差別]에 대해 설명하고 있다.
이 경전들에 따르면, 연기법 특히 유전연기(流轉緣起)의 정의 즉 법(法)은 연(緣)과 기(起)를 뜻하는데, '연(緣)'이란 이것이 있으면 저것이 있다[此有故彼有]는 것을 의미하고, '기(起)'란 이것이 일어나면 저것이 일어난다[此起故彼起]는 것을 의미한다. 보다 구체적으로는 '연(緣)'은 무명연행(無明緣行) · 행연식(行緣識) · 식연명색(識緣名色) · 명색연6입(名色緣六入) · 6입연촉(六入緣觸) · 촉연수(觸緣受) · 수연애(受緣愛) · 애연취(愛緣取) · 취연유(取緣有) · 유연생(有緣生) · 생연노사(生緣老死)의 일련의 인과관계적 과정을 말하고, '기(起)'는 이 과정을 통해 추(愁: 걱정) · 탄(歎: 한탄) · 고(苦: 괴로움) · 우(憂: 근심) · 뇌(惱: 번뇌, 고요하지 못함)가 일어나는 것을 말한다. 그리고 다시 이러한 뜻의 '연(緣)'과 '기(起)'를 총체적으로 간략히 말하면 순대고취(純大苦聚) 즉 순전한 괴로움뿐인 큰 무더기 또는 순수하게 큰 괴로움의 무더기 즉 5취온(五取蘊)이 형성[集]되는 것을 말한다. 5취온이 형성된다는 것은 생사윤회를 반복한다는 것을 뜻한다.
연기법의 자세한 모습 또는 뜻[義, 差別]은 12연기의 12지 각각에 대해 자세히 설명하는 것을 말하는데, 예를 들어 식연명색(識緣名色)과 명색연6입(名色緣六入)의 연기관계에서 한 요소[支]를 이루고 있는 명색(名色)에 대해 명(名)은 5온 가운데 수온 · 상온 · 행온 · 식온의 4온을 말하고 색(色)은 색온을 뜻하는데 구체적으로는 4대종과 4대종으로 만들어진 소조색을 말한다는 설명과, 촉연수(觸緣受)와 수연애(受緣愛)의 연기관계에서 한 요소[支]를 이루고 있는 수(受)에 대해, 수(受)는 낙수 · 고수 · 불고불락수의 3수로 나뉜다는 설명 등과 같은 것을 말한다.

## 용어
인연(因緣)에서 인(因)은 결과를 낳기 위한 내적이며 직접적인 원인을 가리키고, 연(緣)은 이를 돕는 외적이며 간접적인 원인을 가리킨다. 일반적으로는 양자를 합쳐 원인의 뜻으로 쓴다.
연기(緣起)는 영어로는 "dependent arising (의존하여 생겨남)", "conditioned genesis (조건지워진 생성)", "dependent co-arising (의존된 상호발생)" 또는 "interdependent arising (상호의존하여 생겨남)" 등으로 번역되는데, 연기(緣起)의 법칙은 "이것이 있으면 그것이 있고 이것이 없으면 그것도 없다"라고 서술된다. 이 서술에서 "이것"과 "그것"의 두 항목은 서로 연기관계(緣起關係), 즉 인과관계(因果關係)에 있다고 말한다. 즉, "그것"은 "이것"을 의존하여(조건으로하여) 일어나는 관계에 있다고 말한다. 예를 들어, 사제설(四諦說)인 고집멸도(苦集滅道)는 집과 고라는 연기하는 항목과 도와 멸이라는 연기하는 항목을 합하여 병렬한 것이다. 여기에서 집은 고의 원인 또는 인연이 되며, 도는 멸의 원인 또는 인연이 된다. 고집멸도는 고통의 원인이 집착 또는 갈애이며 고통을 소멸시키는 원인 또는 수단이 도라는 연기관계를 밝힌 것이다. 연기(緣起)하는 항목들로는 이들 외에도 여러 가지가 있는데, 그 중에서 대표적인 열 두 항목을 사용하여 설명된 연기설이 12연기설이다.

### 한역된 용어
| 팔리어           | 산스크리트어     | 인본욕생경 | 수행본기경 | 증일아함경 | 중아함경   | 장아함경   | 잡아함경      | 연기경     |
| ---------------- | ---------------- | ---------- | ---------- | ---------- | ---------- | ---------- | ------------- | ---------- |
| avijjā           | avidyā           |            | 치(癡)     | 무명(無明) | 무명(無明) | 치(癡)     | 무명(無明)    | 무명(無明) |
| saṅkhāra         | saṃskāra         |            | 행(行)     | 행(行)     | 행(行)     | 행(行)     | 행(行)        | 행(行)     |
| viññāna          | vijñāna          | 식(識)     | 식(識)     | 식(識)     | 식(識)     | 식(識)     | 식(識)        | 식(識)     |
| nāmarūpa         | nāmarūpa         | 명자(名字) | 명자(名字) | 명색(名色) | 명색(名色) | 명색(名色) | 명색(名色)    | 명색(名色) |
| saḷāyatana       | ṣaḍāyatana       |            | 6입(六入)  | 6입(六入)  | 6처(六處)  | 6입(六入)  | 6입처(六入處) | 6처(六處)  |
| phassa samphassa | sparśa saṃsparśa | 갱(更)     | 갱락(更樂) | 갱락(更樂) | 각(覺)     | 촉(觸)     | 촉(觸)        | 촉(觸)     |
| vedanā           | vedanā           | 통(痛)     | 통(痛)     | 통(痛)     | 통(痛)     | 수(受)     | 수(受)        | 수(受)     |
| taṇhā            | tṛṣṇā            | 애(愛)     | 애(愛)     | 애(愛)     | 애(愛)     | 애(愛)     | 애(愛)        | 애(愛)     |
| upādāna          | upādāna          | 수(受)     | 수(受)     | 수(受)     | 수(受)     | 취(取)     | 취(取)        | 취(取)     |
| bhava            | bhava            | 유(有)     | 유(有)     | 유(有)     | 유(有)     | 유(有)     | 유(有)        | 유(有)     |
| jāti             | jāti             | 생(生)     | 생(生)     | 생(生)     | 생(生)     | 생(生)     | 생(生)        | 생(生)     |
| jarā-maraṇa      | jarā-maraṇa      |            | 노사(老死) | 사(死)     | 사(死)     | 사(死)     | 노사(老死)    | 노사(老死) |

受와 같은 경우는 의미가 바뀌기도 했으므로 해석에 주의해야 한다.

## 유전연기과 환멸연기
연기설은, 일반적으로, 세계인생의 일반적인 생멸변화(生滅變化)의 제현상의 관계항목을 보여주는 12지(支 · 항목)의 연기로 설명된 철학적인 이론 또는 담론인 것처럼 보이기 쉬우나, 연기가 설명된 본래의 목적은 그러한 일반적 현상을 설명하기 위한 것이 아니라 어떠한 원인이나 조건에 의해서 고뇌가 생기고 또 어떠한 인연조건(因緣條件)에 의해서 고뇌를 면할 수가 있는가 하는, 인생의 현실을 실제적으로 이해하고 또 그 현실을 초극(超克)하는 방법과 길을 분명하게 하기 위한 것이었다.

### 유전연기
연기설이 문제로 하고 있는 현상은 선악업(善惡業)과 그 과보(果報)로서의 고락과 같은 종교적 · 윤리적인 가치관계의 현상이다. 그 경우 현상이 가치적으로 악화하는, 즉 고(苦)가 생기(生起)하는 연기관계를 유전연기(流轉緣起) 혹은 연기의 순관(緣起의 順觀) 혹은 순연기(順緣起)라고 한다.
연기의 순관은 구체적으로는 "무명(無明)에 연(緣)해서 행(行)이 있고 행에 연해서 식(識)이 있으며 식에 연해서 명색(名色)이 있고 명색에 연해서 6입(六入)이 있으며 6입에 연해서 촉(觸)이 있으며 촉에 연해서 수(受)가 있고 수에 연해서 애(愛)가 있고 애에 연해서 취(取)가 있으며 취에 연해서 유(有)가 있고 유에 연해서 생(生)이 있으며 생에 연해서 노사(老死) · 수비고우뇌(愁悲苦憂惱)의 갖가지 고(苦)가 생긴다"라는 정형적(定型的)인 글로 표현되어 있다.
한편, 연기의 순관은 현실의 노사(老死) 등의 고(苦)에서 소급해서 고의 근본으로서의 무명에 이른다고 하는 것이 보다 현실적이며 그것이 본래의 모습이라고도 하는 견해가 있지만, 불교 경전에 설명된 정형적인 글로는 무명에서 고가 생겨나는 연기가 설명되어 있다.
유전연기를 보다 현대적인 용어로 간략히 표현하면 다음과 같다.
1. 영적 무지(무명 = 무상 · 고 · 무아 · 공 · 연기 · 중도에 밝지 않음 = 마야 즉 환영 즉 망상에 잡혀 있음)가 원인이 되어 그릇된 멘탈 형성물(행 = 업)이 일어난다.
2. 멘탈 형성물이 원인이 되어 의식(식 = 고정관념 = 분별심 = 분리 의식 = '나'라는 의식 = 자아 의식)이 일어난다.
3. 그릇된 의식이 원인이 되어 그릇된 이름과 형상(명색)이 일어난다.
4. 그릇된 이름과 형상이 원인이 되어 그릇된 감각기관(6입 = 6근)과 그 대상(6경)이 일어난다.
5. 그릇된 감각기관과 그 대상이 원인이 되어 그릇된 접촉(촉)이 일어난다.
6. 그릇된 접촉이 원인이 되어 그릇된 감각(수)이 일어난다.
7. 그릇된 감각이 원인이 되어 그릇된 감각의 추구(애)가 일어난다.
8. 그릇된 감각의 추구가 원인이 되어 온갖 집착과 번뇌(취)가 일어난다.
9. 온갖 집착과 번뇌가 원인이 되어 물질계(욕계)에 묶인 삶(유)이 일어난다.
10. 물질계에 묶인 삶이 원인이 되어 물질계로 태어남(생)이 일어난다.
11. 물질계로 태어남이 원인이 되어 늙음과 죽음(노사)이 일어난다.
12. 이리하여 불행 즉 추(愁: 걱정) · 탄(歎: 한탄) · 고(苦: 괴로움) · 우(憂: 근심) · 뇌(惱: 번뇌, 고요하지 못함)가 있다.

### 환멸연기
현상(現象)이 가치적으로 악화되는 과정인 순관에 대응해서 현상이 순화(純化)되고 정화(淨化)하는, 즉 고뇌의 유전(流轉)이 멸해지고 이상의 열반계(涅槃界)로 돌아가는 연기의 관계는 환멸연기(還滅緣起)라고 말해지며 또 이것을 연기의 역관(緣起의 逆觀) 혹은 역연기(逆緣起)라고 한다.
연기의 역관은 구체적으로는 "무명(無明)이 멸하기 때문에 행(行)이 멸한다. 행이 멸하기 때문에 식(識)이 멸한다. 식이 멸하기 때문에 명색(名色)이 멸한다. 명색이 멸하기 때문에 6입(六入)이 멸한다. 6입이 멸하기 때문에 촉(觸)이 멸한다. 촉이 멸하기 때문에 수(受)가 멸한다. 수가 멸하기 때문에 애(愛)가 멸한다. 애가 멸하기 때문에 취(取)가 멸한다. 취가 멸하기 때문에 유(有)가 멸한다. 유가 멸하기 때문에 생(生)이 멸한다. 생이 멸하기 때문에 노사(老死) · 우비고수뇌(憂悲苦愁惱)의 갖가지 고(苦)가 멸한다"와 같이 설명된다.
환멸연기를 보다 현대적인 용어로 간략히 표현하면 다음과 같다.
1. 영적 무지(무명)를 소멸시키면 즉 반야바라밀을 깊이 행하면 즉 4념처 · 간화선 등의 수행으로 무상 · 고 · 무아 · 공 · 연기 · 중도를 깨달아가면 즉 마야 즉 환영 즉 망상을 제거해가면 그릇된 멘탈 형성물(행 = 업)이 사라진다.
2. 그릇된 멘탈 형성물이 사라지면 그릇된 의식(식)이 사라진다.
3. 그릇된 의식이 사라지면 그릇된 이름과 형상(명색)이 사라진다.
4. 그릇된 이름과 형상이 사라지면 그릇된 감각기관(6입 = 6근)과 그 대상(6경)이 사라진다.
5. 그릇된 감각기관과 그 대상이 사라지면 그릇된 접촉(촉)이 사라진다.
6. 그릇된 접촉이 사라지면 그릇된 감각(수)이 사라진다.
7. 그릇된 감각이 사라지면 그릇된 감각의 추구(애)가 사라진다.
8. 그릇된 감각의 추구가 사라지면 온갖 집착과 번뇌(취)가 사라진다.
9. 온갖 집착과 번뇌가 사라지면 물질계(욕계)에 묶인 삶(유)이 사라진다.
10. 물질계에 묶인 삶이 사라지면 물질계로 태어남(생)이 사라진다.
11. 물질계로 태어남이 사라지면 늙음과 죽음(노사)이 사라진다.
12. 이리하여 영원한 행복 즉 고요함(열반적정)이 있다.

## 유전연기의 내용
12연기설을 구성하는 열 두 항목 각각과 이들 간의 유전연기(연기의 순관: 고통과 번뇌가 계속되게 하는 인과관계)는 다음과 같다. 아래에서 각 지분에 대한 설명은 《잡아함경》 제12권 제298경 〈법설의설경(法說義說經)〉과 《연기경(緣起經)》에 나타난 고타마 붓다의 설명, 그리고 《글로벌 세계 대백과사전》 등에 나타난 현대 학자들의 해석이다.

### (1) 무명(無明)
무명(無明, 산스크리트어: अविद्या avidyā, 팔리어: avijjā, 영어: ignorance)은 무명연행(無明緣行)의 연기관계에서 한 지분을 이루고 있는데, 무명연행은 연무명행(緣無明行)이라고도 한다. 무명연행 또는 연무명행은 무명(無明)이 있으므로 행(行)이 있다는 뜻이다.

잡아함경
《잡아함경》 제12권 제298경 〈법설의설경(法說義說經)〉의 고타마 붓다의 설명에 따르면, 무명은 아래의 목록에 나타난 것들을 통칭한다. 무명에 대한 설명에서 부지(不知) 즉 '알지 못하는 것'이라는 낱말이 계속 사용되고 있는데, 불교에서 앎[知]이란 정지(正知) 즉 바른 앎을 말하는 것으로, 앎[知] 또는 정지는 여실정행(如實正行) 또는 정행(正行)과 동의어이다. 즉, 불교에서 말하는 앎[知]이란 불교의 진리 즉 4성제 · 12연기 등의 이치에 대한 이론적인 앎에 실천이 더해져서 획득하고 성취하게 된 실천적인 앎을 말한다. 역으로 그리고 엄격히 말하자면, 바른 행위 또는 바른 실천을 할 수 없다면 그것은 불교에서 정의하는 앎[知] 또는 정지(正知)가 아니다. 다만, 좀 더 완화된 입장에서 말하자면, 이론적인 앎이 실천적인 앎의 출발점 또는 토대가 된다는 점에서 이론적인 앎도 실천적인 앎[知] 또는 정지(正知)의 일부이다. 즉, 유루혜인 3혜 가운데 문혜와 사혜도, 비록 세간의 정견에 포함되는 것이기는 하지만, 정견에 포함된다.
- 과거[前際]를 알지 못하는 것[不知], 미래[後際]를 알지 못하는 것, 과거와 미래[前後際]를 알지 못하는 것
- 안[內]을 알지 못하는 것, 밖[外]을 알지 못하는 것, 안팎[內外]을 알지 못하는 것
- 업(業)을 알지 못하는 것, 과보[報]를 알지 못하는 것, 업과 과보[業報, 업보]를 알지 못하는 것
- 불보[佛]를 알지 못하는 것, 법보[法]를 알지 못하는 것, 승보[僧]를 알지 못하는 것
- 고제[苦]를 알지 못하는 것, 집제[集]를 알지 못하는 것, 멸제[滅]를 알지 못하는 것, 도제[道]를 알지 못하는 것
- 원인[因]을 알지 못하는 것, 원인이 일으키는 법(法) 즉 결과를 알지 못하는 것
- 선(善)과 불선(不善)을 알지 못하는 것
- 죄가 됨[有罪]과 죄가 되지 않음[無罪], 익혀야 할 것[習]과 익히지 않아야 할 것[不習], 열(劣: 저열한 것)과 승(勝: 뛰어난 것), 염오(染污)와 청정(清淨), 그리고 이들의 분별(分別: 식별하는 것, 식별력)과 연기관계[緣起]를 알지 못하는 것, 그리고 이들 모두를 남김없이 즉 완전히 알지 못하는 것[皆悉不知]
- 6촉입처(六觸入處)[40] 즉 6입(六入) 즉 6처(六處) 즉 6근(六根)을 여실히 즉 실답게 관찰하고 알지 못하는 것[不如實覺知], 즉 안근 · 이근 · 비근 · 설근 · 신근 · 의근의 6근을 진리[實]와 계합[如]하는 상태에 있게끔 제어[覺知]하지 못하는 것
- 위에 열거한 모두 가운데 어느 하나라도 알지 못하는 것[不知], 위에 열거한 모두 가운데 어느 하나라도 보지 못하는 것[不見], 위에 열거한 모두 가운데 어느 하나의 앎[知: 실천적 앎]에 대해서라도 '간격없이 동등함[無間等]' 즉 '완전한 계합'이 없는 것[無無間等], 위에 열거한 모두 가운데 어느 하나에 대해서라도 어리석고 컴컴한 것[癡闇], 위에 열거한 모두 가운데 어느 하나에 대해서라도 밝음이 없는 것[無明], 위에 열거한 모두 가운데 어느 하나에 대해서라도 크게 어두운 것[大冥]

연기경
《연기경》의 고타마 붓다의 설명에 따르면, 무명은 다음을 뜻한다. 앞의 〈법설의설경(法說義說經)〉에서는 무명에 대한 설명에서 부지(不知) 즉 '알지 못하는 것'이라는 낱말이 계속 사용되고 있는 반면, 《연기경》에서는 무지(無知) 즉 '앎이 없는 것'이라는 낱말이 계속 사용되고 있다.
- 과거[前際]에 대해 앎이 없는 것[無知], 미래[後際]에 대해 앎이 없는 것, 과거와 미래[前後際]에 대해 앎이 없는 것
- 안[內]에 대해 앎이 없는 것, 밖[外]에 대해 앎이 없는 것, 안팎[內外]에 대해 앎이 없는 것
- 업(業)에 대해 앎이 없는 것, 이숙(異熟)에 대해 앎이 없는 것, 업과 이숙[業異熟]에 대해 앎이 없는 것
- 불보[佛]에 대해 앎이 없는 것, 법보[法]에 대해 앎이 없는 것, 승보[僧]에 대해 앎이 없는 것
- 고제[苦]에 대해 앎이 없는 것, 집제[集]에 대해 앎이 없는 것, 멸제[滅]에 대해 앎이 없는 것, 도제[道]에 대해 앎이 없는 것
- 원인[因]에 대해 앎이 없는 것, 결과[果]에 대해 앎이 없는 것, 원인이 일으켜 생겨나는 온갖 법(法)에 대해 앎이 없는 것
- 선(善)에 대해 앎이 없는 것, 불선(不善)에 대해 앎이 없는 것
- 죄가 됨[有罪]에 대해 앎이 없는 것, 죄가 되지 않음[無罪]에 대해 앎이 없는 것
- 반드시 닦아 익혀야 하는 것[應修習]에 대해 앎이 없는 것, 결코 닦아 익혀서는 안 되는 것[不應修習]에 대해 앎이 없는 것
- 저열한 것[下劣]에 대해 앎이 없는 것, 뛰어난 것[上妙]에 대해 앎이 없는 것
- 흑(黑) 즉 흑업(黑業: 나쁜 행동, 악업)에 대해 앎이 없는 것, 백(白) 즉 백업(白業: 착한 행동, 선업)에 대해 앎이 없는 것
- 위에서 언급한 것들에 있어서 차이와 분별이 엄연히 존재한다는 것[有異分]에 대해 앎이 없는 것
- 연(緣), 이생(已生: 생겨나서 지금 존재하는 것) 혹은 6촉처(六觸處: 6입, 6처, 6근)에 대해 여실히 통달하는 앎이 없는 것[如實通達無知], 즉 연(緣), 이생(已生) 혹은 6촉처(六觸處)를 진리[實]에 계합[如]하는 상태에 있게끔 제어[通達]하지 못하는 것[無知]
- 위에 열거한 모두 가운데 어느 하나에 대해서라도 여실한 앎이 없는 것[如實無知], 위에 열거한 모두 가운데 어느 하나에 대해서라도 바른 견해가 없는 것[無見], 위에 열거한 모두 가운데 어느 하나에 대해서라도 현관이 없는 것[無現觀], 위에 열거한 모두 가운데 어느 하나에 대해서라도 어리석은 것[愚癡], 위에 열거한 모두 가운데 어느 하나에 대해서라도 밝음이 없는 것[無明], 위에 열거한 모두 가운데 어느 하나에 대해서라도 몹시 캄캄한 것[黑闇]

현대의 해석
《글로벌 세계 대백과사전》에 따르면, 무명은 명(明), 즉 지혜가 없는 것으로, 연기의 도리를 알고 있지 못한 상태를 말한다. 현실적으로는, 올바른 인생관 · 세계관을 갖고 있지 못한 것이라고 할 수 있다.

### (2) 행(行)
행(行, 산스크리트어: संस्कार saṃskāra, 팔리어: saṅkhāra, 영어: (mental) formations)은 무명연행(無明緣行)과 행연식(行緣識)의 연기관계에서 한 지분을 이루고 있는데, 무명연행은 연무명행(緣無明行)이라고도 하며 행연식은 연행식(緣行識)이라고도 한다. 무명연행 또는 연무명행은 무명(無明)이 있으므로 행(行)이 있다는 뜻이고, 행연식 또는 연행식은 행(行)이 있으므로 식(識)이 있다는 뜻이다.

잡아합경
《잡아함경》 제12권 제298경 〈법설의설경(法說義說經)〉의 고타마 붓다의 설명에 따르면, 행(行)은 신행(身行) · 구행(口行) · 의행(意行)의 3행(三行)을 뜻한다. 3행은 몸과 말과 뜻으로 짓는 신업 · 구업 · 의업의 3업(三業, 산스크리트어: trīṇi karmāṇi)과 동의어이다.
무명연행(無明緣行) 또는 연무명행(緣無明行), 즉 무명(無明)이 있으므로 행(行)이 있다는 것은 무명이 있기 때문에 그릇된 3행(三行), 즉 그릇된 신업 · 구업 · 의업의 3업(三業)을 일으키게 된다는 것을 뜻하며, 또한 이미 발생한 그릇된 3업이 있다면 반드시 그 원인이 되는 무명이 존재한다는 것을 뜻한다.
행(行)은 부파불교의 업감연기(業感緣起)에서 업(業) 또는 업력(業力)에 해당하고, 업 또는 업력이 저장되는 곳은 무표색과 의근이다. 행(行)은 대승불교의 아뢰야연기(阿賴耶緣起)에서 아뢰야식에 보관된 종자, 그 중에서도 특히 업종자에 해당한다.

연기경
《연기경》의 고타마 붓다의 설명에 따르면, 행(行)은 신행(身行) · 어행(語行) · 의행(意行)의 3행(三行)을 뜻한다. 3행은 몸과 말과 뜻으로 짓는 신업 · 구업 · 의업의 3업(三業, 산스크리트어: trīṇi karmāṇi)과 동의어이다.
무명연행(無明緣行) 또는 연무명행(緣無明行), 즉 무명(無明)이 있으므로 행(行)이 있다는 것은 무명이 있기 때문에 그릇된 3행(三行), 즉 그릇된 신업 · 구업 · 의업의 3업(三業)을 일으키게 된다는 것을 뜻하며, 또한 이미 발생한 그릇된 3업이 있다면 반드시 그 원인이 되는 무명이 존재한다는 것을 뜻한다. 
'이미 발생한 그릇된 3업이 있다면 반드시 그 원인이 되는 무명이 존재한다'는 것을 〈법설의설경(法說義說經)〉에 의거하여 구체적으로 살펴보면 다음과 같다.
- 과거[前際], 미래[後際], 또는 과거와 미래[前後際]를 알지 못하는[不知] 상태이기 때문에 몸, 말 또는 뜻으로 짓는 그릇된 3업이 발생한 것이다.
- 혹은, 안[內], 밖[外], 또는 안팎[內外]을 알지 못하는[不知] 상태이기 때문에 몸, 말 또는 뜻으로 짓는 그릇된 3업이 발생한 것이다.
- 혹은, 업(業), 과보[報], 또는 업과 과보[業報, 업보]를 알지 못하는[不知] 상태이기 때문에 몸, 말 또는 뜻으로 짓는 그릇된 3업이 발생한 것이다.
- 혹은, 불보[佛], 법보[法], 또는 승보[僧]를 알지 못하는[不知] 상태이기 때문에 몸, 말 또는 뜻으로 짓는 그릇된 3업이 발생한 것이다.
- 혹은, 고제[苦], 집제[集], 멸제[滅], 또는 도제[道]를 알지 못하는[不知] 상태이기 때문에 몸, 말 또는 뜻으로 짓는 그릇된 3업이 발생한 것이다.
- 혹은, 원인[因] 또는 원인이 일으키는 법(法) 즉 결과를 알지 못하는[不知] 상태이기 때문에 몸, 말 또는 뜻으로 짓는 그릇된 3업이 발생한 것이다.
- 혹은, 선(善)과 불선(不善)을 알지 못하는[不知] 상태이기 때문에 몸, 말 또는 뜻으로 짓는 그릇된 3업이 발생한 것이다.
- 혹은, 죄가 됨[有罪]과 죄가 되지 않음[無罪], 익혀야 할 것[習]과 익히지 않아야 할 것[不習], 열(劣: 저열한 것)과 승(勝: 뛰어난 것), 또는 염오(染污)와 청정(清淨), 또는 이들에 대한 분별(分別: 식별하는 것, 식별력)과 연기관계[緣起]를 알지 못하는[不知] 상태이기 때문에 몸, 말 또는 뜻으로 짓는 그릇된 3업이 발생한 것이다. 또는 이들 모두를 남김없이 즉 완전히 알지는 못한 상태[皆悉不知]이기 때문에 몸, 말 또는 뜻으로 짓는 그릇된 3업이 발생한 것이다.
- 혹은, 6촉입처(六觸入處)[40] 즉 6입(六入) 즉 6처(六處) 즉 6근(六根)을 여실히 즉 실답게 관찰하고 알지 못한 상태[不如實覺知]이기 때문에 몸, 말 또는 뜻으로 짓는 그릇된 3업이 발생한 것이다.(참조: 4념처) 즉 안근 · 이근 · 비근 · 설근 · 신근 · 의근의 6근을 진리[實]와 계합[如]하는 상태에 있게끔 제어[覺知]하지 못한 상태[不如實覺知]이기 때문에 몸, 말 또는 뜻으로 짓는 그릇된 3업이 발생한 것이다.
- 혹은, 위에 열거한 모두 가운데 어느 하나라도 알지 못하는 상태[不知], 또는 위에 열거한 모두 가운데 어느 하나라도 보지 못하는 상태[不見], 또는 위에 열거한 모두 가운데 어느 하나의 앎[知: 실천적 앎]에 대해서라도 '간격없이 동등함[無間等]' 즉 '완전한 계합'이 없는 상태[無無間等], 또는 위에 열거한 모두 가운데 어느 하나에 대해서라도 어리석고 컴컴한 상태[癡闇], 또는 위에 열거한 모두 가운데 어느 하나에 대해서라도 밝음이 없는 상태[無明], 또는 위에 열거한 모두 가운데 어느 하나에 대해서라도 크게 어두운 상태[大冥]이기 때문에 몸, 말 또는 뜻으로 짓는 그릇된 3업이 발생한 것이다.

'이미 발생한 그릇된 3업이 있다면 반드시 그 원인이 되는 무명이 존재한다'는 것을 《연기경》에 의거하여 구체적으로 살펴보면 다음과 같다.
- 과거[前際], 미래[後際], 또는 과거와 미래[前後際]에 대해 앎이 없는[無知] 상태이기 때문에 몸, 말 또는 뜻으로 짓는 그릇된 3업이 발생한 것이다.
- 혹은, 안[內], 밖[外], 또는 안팎[內外]에 대해 앎이 없는[無知] 상태이기 때문에 몸, 말 또는 뜻으로 짓는 그릇된 3업이 발생한 것이다.
- 혹은, 업(業), 이숙(異熟), 또는 업과 이숙[業異熟]에 대해 앎이 없는[無知] 상태이기 때문에 몸, 말 또는 뜻으로 짓는 그릇된 3업이 발생한 것이다.
- 혹은, 불보[佛], 법보[法], 또는 승보[僧]에 대해 앎이 없는[無知] 상태이기 때문에 몸, 말 또는 뜻으로 짓는 그릇된 3업이 발생한 것이다.
- 혹은, 고제[苦], 집제[集], 멸제[滅], 또는 도제[道]에 대해 앎이 없는[無知] 상태이기 때문에 몸, 말 또는 뜻으로 짓는 그릇된 3업이 발생한 것이다.
- 혹은, 원인[因], 결과[果], 또는 원인이 일으켜 생겨나는 온갖 법(法)에 대해 앎이 없는[無知] 상태이기 때문에 몸, 말 또는 뜻으로 짓는 그릇된 3업이 발생한 것이다.
- 혹은, 선(善)과 불선(不善)에 대해 앎이 없는[無知] 상태이기 때문에 몸, 말 또는 뜻으로 짓는 그릇된 3업이 발생한 것이다.
- 혹은, 죄가 됨[有罪]과 죄가 되지 않음[無罪]에 대해 앎이 없는[無知] 상태이기 때문에 몸, 말 또는 뜻으로 짓는 그릇된 3업이 발생한 것이다.
- 혹은, 반드시 닦아 익혀야 하는 것[應修習]과 결코 닦아 익혀서는 안 되는 것[不應修習]에 대해 앎이 없는[無知] 상태이기 때문에 몸, 말 또는 뜻으로 짓는 그릇된 3업이 발생한 것이다.
- 혹은, 저열한 것[下劣]과 뛰어난 것[上妙]에 대해 앎이 없는[無知] 상태이기 때문에 몸, 말 또는 뜻으로 짓는 그릇된 3업이 발생한 것이다.
- 혹은, 흑(黑) 즉 흑업(黑業: 나쁜 행동, 악업)과 백(白) 즉 백업(白業: 착한 행동, 선업)에 대해 앎이 없는[無知] 상태이기 때문에 몸, 말 또는 뜻으로 짓는 그릇된 3업이 발생한 것이다.
- 혹은, 위에서 언급한 것들에 있어서 차이와 분별이 엄연히 존재한다는 것[有異分]에 대해 앎이 없는[無知] 상태이기 때문에 몸, 말 또는 뜻으로 짓는 그릇된 3업이 발생한 것이다.
- 혹은, 연(緣), 이생(已生: 생겨나서 지금 존재하는 것) 혹은 6촉처(六觸處: 6입, 6처, 6근)에 대해 여실히 통달하는 앎이 없는 상태[如實通達無知]이기 때문에 몸, 말 또는 뜻으로 짓는 그릇된 3업이 발생한 것이다.(참조: 4념처) 즉, 연(緣), 이생(已生) 혹은 6촉처(六觸處)를 진리[實]에 계합[如]하는 상태에 있게끔 제어[通達]하지 못하는 상태[無知]이기 때문에 몸, 말 또는 뜻으로 짓는 그릇된 3업이 발생한 것이다.
- 혹은, 위에 열거한 모두 가운데 어느 하나에 대해서라도 여실한 앎이 없는 상태[如實無知], 또는 위에 열거한 모두 가운데 어느 하나에 대해서라도 바른 견해가 없는 상태[無見], 또는 위에 열거한 모두 가운데 어느 하나에 대해서라도 현관이 없는 상태[無現觀], 또는 위에 열거한 모두 가운데 어느 하나에 대해서라도 어리석은 상태[愚癡], 또는 위에 열거한 모두 가운데 어느 하나에 대해서라도 밝음이 없는 상태[無明], 또는 위에 열거한 모두 가운데 어느 하나에 대해서라도 몹시 캄캄한 상태[黑闇]이기 때문에 몸, 말 또는 뜻으로 짓는 그릇된 3업이 발생한 것이다.

현대의 해석
《글로벌 세계 대백과사전》에 따르면, 행(行)은 행위와 그 행위 경험의 축적(蓄積)을 뜻한다. 달리 말해, 행(行) 즉 업(業) 또는 업력(業力)이란 경험과 경험치를 의미한다. 또는, 다른 학자에 따르면, 행(行) 즉 업(業) 또는 업력(業力)은 조건지워진 상태 또는 현상을 의미하는데 특히 정신적인 기질 또는 성향을 의미한다. 또한 현대의 승려 비쿠 보디(Bhikkhu Bodhi)에 따르면, 행은 능동적인 측면에서 의지적인 행위도 의미하는데 그 이유는 정신적인 기질 또는 성향은 의지적인 행위의 결과로서 형성되고 또 현재의 의지적인 행위는 미래의 의지적인 행위를 일으키는 인과 연이 되기 때문이다.

### (3) 식(識)
식(識, 산스크리트어: विज्ञान vijñāna, 팔리어: viññāṇa, 영어: consciousness)은 행연식(行緣識)과 식연명색(識緣名色)의 연기관계에서 한 지분을 이루고 있는데, 행연식은 연행식(緣行識)이라고도 하며 식연명색은 연식명색(緣識名色)이라고도 한다. 행연식 또는 연행식은 행(行)이 있으므로 식(識)이 있다는 뜻이고, 식연명색 또는 연식명색은 식(識)이 있으므로 명색(名色)이 있다는 뜻이다.

잡아합경
《잡아함경》 제12권 제298경 〈법설의설경(法說義說經)〉의 고타마 붓다의 설명에 따르면, 식(識)은 안식신(眼識身) · 이식신(耳識身) · 비식신(鼻識身) · 설식신(舌識身) · 신식신(身識身) · 의식신(意識身)의 6식신(六識身)을 뜻한다.
여기서 신(身, 산스크리트어: kāya)은 이 단어의 일반적 의미인 몸 즉 신체의 뜻의 명사로 사용된 경우가 아니라, 복수 · 집합을 뜻하는 복수형 접미사 '~들'로서 사용된 경우이다. 따라서, 안식신은 안식들 또는 안식들의 집합을 뜻하는데, 온갖 시각적 의식들의 집합을 말한다. 마찬가지로, 이식신 · 비식신 · 설식신 · 신식신은 각각 온갖 청각적 · 후각적 · 미각적 · 촉각적 의식들의 집합을 말하며, 의식신은 온갖 정신적 의식들의 집합을 말한다. 그리고 6식신(六識身)은 이들 6가지 식신(識身) 즉 이들 6가지 식(識)들의 집합을 말한다. 이들 6가지 식신(識身)들은 일반적으로 안식 · 이식 · 비식 · 설식 · 신식 · 의식이라고 불리며, 6식신(六識身)은 6식(六識)이라고 불린다.
초기불교에서의 6식은 곧 마음[心, 산스크리트어: citta, 팔리어: citta]을 말하는 것으로, 부파불교에서 마음 즉 6식은 심의식 또는 심 · 의 · 식이라고도 한다. 부파불교에서는 6식은 하나의 마음의 6가지 다른 모습 또는 작용일 뿐이라고 보며, 이러한 견해를 심체일설 또는 식체일설이라 한다. 대승불교에서도 마음을 심의식 또는 심 · 의 · 식이라고도 하는데, 대승불교에서는 초기불교의 6식은 더 심층의 의식을 포함하고 있다고 보았으며 이에 따라 마음이 6식에 말나식과 아뢰야식이 더해진 8식으로 이루어져 있다는 교학을 가지고 있다. 대승불교의 유식유가행파에는 8식은 그 체가 각각 별도라는 심체별설 또는 식체별설의 견해와 8식의 체는 하나라는 심체일설 또는 식체일설의 견해가 둘 다 존재한다.
행연식(行緣識) 또는 연행식(緣行識), 즉 행(行)이 있으므로 식(識)이 있다는 것은 그릇된 행, 즉 그릇된 3행(三行), 즉 그릇된 신업 · 구업 · 의업의 3업(三業)이 있기 때문에 그릇된 6식신, 즉 그릇된 시각적 · 청각적 · 후각적 · 미각적 · 촉각적 · 정신적(제6의식의) 마음(의식)들이 생겨나게 된다는 것을 뜻하며, 또한 이미 발생한 그릇된 시각적 · 청각적 · 후각적 · 미각적 · 촉각적 또는 정신적(제6의식의) 마음(의식)이 있다면 반드시 그 원인이 되는 그릇된 행 즉 신업 · 구업 · 의업 가운데 그릇된 하나 혹은 다수가 존재한다는 것을 뜻한다. 
그리고, 고타마 붓다의 설명에 따를 때 여기서 주목할 만한 사항은, 마음(의식)은 행위[行, 業] 또는 운동을 바탕하여 발생한다는 것이다. 근원적 연기관계에서 볼 때, 마음(의식)이 행위를 낳는 것이 아니라 행위가 마음(의식)을 낳는다는 것이다. 즉, 인간을 포함한 모든 유정이 행하는 행위 즉 몸 · 말 또는 뜻으로 행하는 행위는 단순히 행위 자체에 그치지 않으며 반드시 그 유정 속에서 어떤 마음(의식)을 낳는 역할을 한다는 것이다.

연기경
《연기경》의 고타마 붓다의 설명에 따르면, 식(識)은 안식(眼識) · 이식(耳識) · 비식(鼻識) · 설식(舌識) · 신식(身識) · 의식(意識)의 6식신(六識身) 즉 6식(六識)을 뜻한다.

현대의 해석
《글로벌 세계 대백과사전》에 따르면, 식(識)은 안(眼) · 이(耳) · 비(鼻) · 설(舌) · 신(身)의 전5식(前五識)에 의한 감각작용과 제6의식에 의한 지각(知覺) · 추리(推理) · 기억(記憶) · 판단(判斷) 등 일체의 의식작용 및 이러한 작용을 하는 주체적 존재를 총칭하는 것으로서, 과거의 모든 행위[行]가 잠재의식이 되어서 작용하게 된 것이다.

### (4) 명색(名色)
명색(名色, 산스크리트어: nāmarūpa, 팔리어: nāmarūpa, 영어: name and form)은 식연명색(識緣名色)과 명색연6입(名色緣六入)의 연기관계에서 한 지분을 이루고 있는데, 식연명색은 연식명색(緣識名色)이라고도 하며 명색연6입은 연명색6입(緣名色六入)이라고도 한다. 식연명색 또는 연식명색은 식(識)이 있으므로 명색(名色)이 있다는 뜻이고, 명색연6입 또는 연명색6입은 명색(名色)이 있으므로 6입(六入) 즉 6처(六處) 즉 6근(六根)이 있다는 뜻이다.

잡아합경
《잡아함경》 제12권 제298경 〈법설의설경(法說義說經)〉의 고타마 붓다의 설명에 따르면, 명색(名色)은 명(名)과 색(色) 즉 정신과 물질 또는 마음[心]과 육체[身]를 통칭한다. 명(名) 즉 정신 또는 마음[心]은 5음(五陰) 가운데 수음 · 상음 · 행음 · 식음의 4무색음(四無色陰)을 말한다. 색(色) 즉 물질 또는 육체[身]는 5음(五陰) 가운데 색음을 말하며, 구체적으로는 4대종과 4대종의 소조색을 말한다. 여기서, 색음 · 수음 · 상음 · 행음 · 식음의 5음(五陰)은 색온 · 수온 · 상온 · 행온 · 식온의 5온(五蘊)의 구역(舊譯)이다. 그리고, 대상을 제외하고 유정이라는 존재에 대해서만 볼 때, 여기서의 마음[心] 또는 정신[名] 즉 4무색음은 마음(6식 또는 8식, 즉 심왕, 즉 심법)과 마음작용(심소법)을 합한 개념이다. 육체[身] 또는 물질[色]은 안 · 이 · 비 · 설 · 신의 5근을 말한다.
식연명색(識緣名色) 또는 연식명색(緣識名色), 즉 식(識)이 있으므로 명색(名色)이 있다는 것은 그릇된 식, 즉 그릇된 마음, 즉 그릇된 6식, 즉 그릇된 시각적 · 청각적 · 후각적 · 미각적 · 촉각적 · 정신적(제6의식의) 마음(의식)들이 있기 때문에 심신(心身)의 그릇된 상태, 즉 '정신[名]과 육체[色]'의 그릇된 상태, 즉 '마음 · 마음작용 · 육체'의 그릇된 상태, 즉 심신의 부조화가 생겨나게 된다는 것을 뜻한다. 또한 이미 발생한 심신(心身)의 그릇된 상태 즉 심신의 부조화가 있다면 반드시 그 원인이 되는 그릇된 식 즉 시각적 · 청각적 · 후각적 · 미각적 · 촉각적 · 정신적(제6의식의) 마음(의식)들 가운데 그릇된 하나 혹은 다수가 존재한다는 것을 뜻한다. 
연기경
《연기경》의 고타마 붓다의 설명에 따르면, 명색(名色)은 명(名)과 색(色)을 통칭한다. 명(名)은 5온 가운데 수온 · 상온 · 행온 · 식온의 4무색온(四無色蘊)을 말하고, 색(色)은 5온 가운데 색온(色蘊)을 말하는데 이것은 곧 제소유색(諸所有色) 즉 존재하는 모든 물질을 말하며, 구체적으로 4대종과 4대종의 소조색을 말한다.

현대의 해석
《글로벌 세계 대백과사전》에 따르면, 명색(名色)은 정신적인 것[名]과 물질적인 것[色]으로서 이 현상세계의 존재를 가리킨다.

### (5) 6입(六入)
6입(六入, 산스크리트어: ṣaḍāyatana, 팔리어: saḷāyatana, 영어: six sense gates, six sense bases)은 6처(六處) · 6입처(六入處) · 내6입(內六入) · 내6입처(內六入處) · 6내입처(六內入處) · 6정(六情) · 제입(諸入) · 6촉입처(六觸入處) · 6촉처(六觸處) · 6갱락처(六更樂處) 또는 6근(六根)이라고도 한다. 6입은 명색연6입(名色緣六入)과 6입연촉(六入緣觸)의 연기관계에서 한 지분을 이루고 있는데, 명색연6입은 연명색6입(緣名色六入)이라고도 하며 6입연촉은 연6입촉(緣六入觸)이라고도 한다. 명색연6입 또는 연명색6입은 명색(名色)이 있으므로 6입(六入) 즉 6처(六處) 즉 6근(六根)이 있다는 뜻이다.

잡아합경
《잡아함경》 제12권 제298경 〈법설의설경(法說義說經)〉에서는 6입(六入)을 6입처(六入處)라고 부르고 있는데 이 소경(小經)에 나타난 고타마 붓다의 설명에 따르면, 6입처는 안입처(眼入處) · 이입처(耳入處) · 비입처(鼻入處) · 설입처(舌入處) · 신입처(身入處) · 의입처(意入處)의 6내입처(六內入處)를 말한다.
입처(入處)라는 낱말은 입(入)과 처(處)가 합쳐서 이루어진 낱말이다. 입(入)은 섭입(涉入: 거두어들임) 또는 촉입(趨入: 재촉하여 들임)의 뜻으로 6근(六根)과 6경(六境)이 서로를 거두어들이는 것을 가리킨다. 처(處)는 소의(所依) 즉 발동근거 · 의지처 · 도구라는 뜻으로, 6경에 대하여 6식이 생겨날 때 6근이 소의 즉 발동근거가 되는 것을 가리킨다. 따라서 입처(入處)는 6식의 수동적 작용이라는 입장에서는 6근과 6경이 서로를 거두어 들여서 6식이 생겨나게 되는 것을 가리키는 낱말이다. 또한, 6식의 능동적 작용이라는 입장에서는, 입처(入處)는 6식이 6근을 통해 6경을 거두어들임으로써 6경을 인식하게 된다는 것을 가리킨다. 여기서 '인식한다는 것'은 대상에 대한 앎 또는 요별만을 의미하는 것이 아니며, 대상과 관련된 여러 가지 마음작용들이 일어나는 것도 포함하는 말이다. 《아비달마구사론》에 따르면, 처(處)는 생장문(生長門)을 뜻하는 것으로, 마음과 마음작용이 생겨나게 하고 증장시키는 역할을 하는 것을 뜻한다. 즉, 6근은 6식 즉 마음의 단순한 인식도구가 아니다. 6근은 마음의 인식도구일 뿐만 아니라 마음(6식 또는 8식, 즉 심왕, 즉 심법)과 마음작용을 현행하게 하고 그 세력을 강화시키는 역할을 한다. 특히 6근 가운데 의근(意根)의 경우 이러한 점이 두드러진다.
따라서, 고타마 붓다의 설명에 나타난 낱말들의 의미는 다음과 같다.
- 6내입처(六內入處): 6가지 내적인 입처(入處). 6식이 6경을 인식할 때 사용하는 인식도구이자 6식과 그 관련 마음작용이 생겨나고 증장되게 하는 내적인 어떤 것
- 안입처(眼入處): 눈[眼]이라는 입처. 안식의 입처. 안식이 색경(색깔과 형태)을 인식할 때 사용하는 인식도구이자 안식과 그 관련 마음작용이 생겨나고 증장되게 하는 것
- 이입처(耳入處): 귀[耳]라는 입처. 이식의 입처. 이식이 성경(소리)을 인식할 때 사용하는 인식도구이자 이식과 그 관련 마음작용이 생겨나고 증장되게 하는 것
- 비입처(鼻入處): 코[鼻]라는 입처. 비식의 입처. 비식이 향경(냄새)을 인식할 때 사용하는 인식도구이자 비식과 그 관련 마음작용이 생겨나고 증장되게 하는 것
- 설입처(舌入處): 혀[舌]라는 입처. 설식의 입처. 설식이 미경(맛)을 인식할 때 사용하는 인식도구이자 설식과 그 관련 마음작용이 생겨나고 증장되게 하는 것
- 신입처(身入處): 몸[身]이라는 입처. 신식의 입처. 신식이 촉경(감촉)을 인식할 때 사용하는 인식도구이자 신식과 그 관련 마음작용이 생겨나고 증장되게 하는 것
- 의입처(意入處): 뜻[意]이라는 입처. 의식의 입처. 의식이 법경(법, 정신적 존재, 즉 명색의 명)을 비롯한 6경을 인식할 때 사용하는 인식도구이자 의식과 그 관련 마음작용이 생겨나고 증장되게 하는 것

명색연6입(名色緣六入) 또는 연명색6입(緣名色六入), 즉 명색(名色)이 있으므로 6입(六入)이 있다는 것은 심신(心身)의 그릇된 상태 즉 심신의 부조화가 있기 때문에 6입 즉 6처 즉 6근의 그릇된 상태가 생겨나게 된다는 것을 뜻한다. 즉, 6식 즉 마음이 6경을 인식할 때 6근이 인식도구로서의 제 역할을 하지 못하는 상태가 생겨나기도 하고 혹은 마음과 마음작용을 생겨나게 하고 증장시키는 역할을 제대로 하지 못하며 때로는 그릇된 방향으로 생겨나게 하고 증장시킨다는 것을 뜻한다. 명색연6입(名色緣六入) 또는 연명색6입(緣名色六入)은 또한 이미 발생한 6입 즉 6처 즉 6근의 그릇된 상태가 있다면 반드시 그 원인이 되는 심신(心身)의 그릇된 상태 즉 심신의 부조화가 존재한다는 것을 뜻한다. 

연기경
《연기경》에서는 6입(六入)을 6처(六處)라고 부르고 있는데 이 경전에 나타난 고타마 붓다의 설명에 따르면, 6처는 안내처(眼內處) · 이내처(耳內處) · 비내처(鼻內處) · 설내처(舌內處) · 신내처(身內處) · 의내처(意內處)의 6내처(六內處)를 말한다.
고타마 붓다의 설명에 나타난 낱말들의 의미는 다음과 같다.
- 6내처(六內處): 6가지 내적인 처(處). 6식의 내적인 처(處). 6식과 그 관련 마음작용이 생겨나고 증장되게 하는 6가지 내적인 어떤 것
- 안내처(眼內處): 눈[眼]이라는 내적인 처(處). 안식의 내적인 처(處). 안식과 그 관련 마음작용이 생겨나고 증장되게 하는 내적인 것
- 이내처(耳內處): 귀[耳]라는 내적인 처(處). 이식의 내적인 처(處). 이식과 그 관련 마음작용이 생겨나고 증장되게 하는 내적인 것
- 비내처(鼻內處): 코[鼻]라는 내적인 처(處). 비식의 내적인 처(處). 비식과 그 관련 마음작용이 생겨나고 증장되게 하는 내적인 것
- 설내처(舌內處): 혀[舌]라는 내적인 처(處). 설식의 내적인 처(處). 설식과 그 관련 마음작용이 생겨나고 증장되게 하는 내적인 것
- 신내처(身內處): 몸[身]이라는 내적인 처(處). 신식의 내적인 처(處). 신식과 그 관련 마음작용이 생겨나고 증장되게 하는 내적인 것
- 의내처(意內處): 뜻[意]이라는 내적인 처(處). 의식의 내적인 처(處). 의식과 그 관련 마음작용이 생겨나고 증장되게 하는 내적인 것

현대의 해석
《글로벌 세계 대백과사전》에 따르면, 6입(六入)은 6처(六處) 또는 6근(六根)이라고도 하며 6개의 감각기관으로서 이 감각기관을 통해 식(識)이 작용하게 되어 명색을 인식한다.

### (6) 촉(觸)
촉(觸, 산스크리트어: sparśa, 팔리어: phassa, 영어: contact)은 6입연촉(六入緣觸)과 촉연수(觸緣受)의 연기관계에서 한 지분을 이루고 있는데, 6입연촉은 연6입촉(緣六入觸)이라고도 하며 촉연수는 연촉수(緣觸受)라고도 한다. 6입연촉 또는 연6입촉은 6입(六入) 즉 6처(六處) 즉 6근(六根)이 있으므로 촉(觸)이 있다는 뜻이다.

잡아합경
《잡아함경》 제12권 제298경 〈법설의설경(法說義說經)〉의 고타마 붓다의 설명에 따르면, 촉(觸)은 안촉신(眼觸身) · 이촉신(耳觸身) · 비촉신(鼻觸身) · 설촉신(舌觸身) · 신촉신(身觸身) · 의촉신(意觸身)의 6촉신(六觸身)을 말한다.
여기서 신(身, 산스크리트어: kāya)은 이 단어의 일반적 의미인 몸 즉 신체의 뜻의 명사로 사용된 경우가 아니라, 복수 · 집합을 뜻하는 복수형 접미사 '~들'로서 사용된 경우이다. 그리고 촉(觸)은 마음작용들 가운데 하나로 근(根) · 경(境) · 식(識) 3사(三事)의 화합을 말한다.
따라서, 고타마 붓다의 설명에 나타난 낱말들의 의미는 다음과 같다.
- 6촉신(六觸身): 6가지 촉(觸)들, 6가지 촉(觸)의 집합; 6촉(六觸)은 6근 · 6경 · 6식의 화합들을 말하고, 6촉신(六觸身)은 이러한 화합들의 집합을 총칭한다. 6촉과 6촉신은 사실상 같은 말이며, 6촉은 6촉신의 줄임말이라 할 수 있다. 6근 · 6경 · 6식의 화합의 상태는 6식 즉 인식대상에 대한 6가지 인식 또는 요별 가운데 개별 또는 다수가 현행하고 있는 상태라는 것을 뜻한다.
- 안촉신(眼觸身): 안촉(眼觸)들, 안촉(眼觸)의 집합; 안촉(眼觸)은 안근 · 색경 · 안식의 화합을 말한다. 이러한 화합의 상태는 안식 즉 인식대상의 색경(색깔과 크기와 모습)에 대한 인식 또는 요별이 현행하고 있는 상태라는 것을 뜻한다. 즉, 눈으로 대상의 색깔과 크기와 모습을 보고 있는 상태를 말한다.
- 이촉신(耳觸身): 이촉(耳觸)들, 이촉(耳觸)의 집합; 이촉(眼觸)은 이근 · 성경 · 이식의 화합을 말한다. 이러한 화합의 상태는 이식 즉 인식대상의 성경(소리)에 대한 인식 또는 요별이 현행하고 있는 상태라는 것을 뜻한다. 즉, 귀로 대상의 소리를 듣고 있는 상태를 말한다.
- 비촉신(鼻觸身): 비촉(鼻觸)들, 비촉(鼻觸)의 집합; 비촉(鼻觸)은 비근 · 향경 · 비식의 화합을 말한다. 이러한 화합의 상태는 비식 즉 인식대상의 향경(냄새)에 대한 인식 또는 요별이 현행하고 있는 상태라는 것을 뜻한다. 즉, 코로 대상의 냄새를 맡고 있는 상태를 말한다.
- 설촉신(舌觸身): 설촉(舌觸)들, 설촉(舌觸)의 집합; 설촉(舌觸)은 설근 · 미경 · 설식의 화합을 말한다. 이러한 화합의 상태는 설식 즉 인식대상의 미경(맛)에 대한 인식 또는 요별이 현행하고 있는 상태라는 것을 뜻한다. 즉, 혀로 대상의 맛을 감별하고 있는 상태를 말한다.
- 신촉신(身觸身): 신촉(身觸)들, 신촉(身觸)의 집합; 신촉(身觸)은 신근 · 촉경 · 신식의 화합을 말한다. 이러한 화합의 상태는 신식 즉 인식대상의 촉경(촉감)에 대한 인식 또는 요별이 현행하고 있는 상태라는 것을 뜻한다. 즉, 몸으로 대상의 촉감을 감촉하고 있는 상태를 말한다.
- 의촉신(身觸身): 의촉(身觸)들, 의촉(身觸)의 집합; 의촉(身觸)은 의근 · 법경 · 의식의 화합을 말한다. 이러한 화합의 상태는 의식 즉 인식대상의 법경(정신적 측면)에 대한 인식 또는 요별이 현행하고 있는 상태라는 것을 뜻한다. 즉, 의식으로 대상의 정신적 측면을 감지 또는 요별하고 있는 상태를 말한다. 그런데, 의식 즉 제6의식은 의근을 통해 단지 법경만을 요별하지 않으며 의근을 통해 5경에 대해서도 요별하는데, 이 경우 의촉은 의근 · 6경 · 의식의 화합을 말하는 것으로, 이러한 화합의 상태는 인식대상에 대한 제6의식의 전체적 · 종합적 인식 또는 요별이 현행하고 있는 상태라는 것을 뜻한다. 즉 제6의식이 대상을 전체적 · 종합적으로 감지 또는 요별하고 있는 상태를 말한다.

6입연촉(六入緣觸) 또는 연6입촉(緣六入觸), 즉 6입(六入)이 있으므로 촉(觸)이 있다는 것은, 촉은 마음과 항상 같이 일어나는 마음작용(변행심소 또는 대지법)으로, 그 자체로서는 바르지도 그릇되지도 않은, 선도 불선도 아닌 무기이지만, 6입 즉 6처 즉 6근의 그릇된 상태가 있기 때문에 촉의 그릇된 상태가 생겨나게 된다는 것을 뜻한다. 즉 진리에 계합하도록 제어되지 못한 상태의 안근 · 이근 · 비근 · 설근 · 신근 · 의근의 6근, 즉 진리에 계합하도록 제어되지 못한 상태의 눈 · 귀 · 코 · 혀 · 몸 · 뜻이 있기 때문에 '그릇된 상태의 근 · 경 · 식 3사화합'이 생겨난다. 특히, 마지막의 의근 또는 뜻은 6식이 과거로 낙사한 것, 즉 과거 경험의 총체를 말한다. 이와 같이 과거의 행위들은 누적이 되어 현재의 6근의 상태를 형성하고 6근의 작용의 발동근거가 되는데, 현재의 그릇된 상태의 6근은 '그릇된 상태의 3사화합'이 생겨나게 한다. 그리고 '그릇된 상태의 3사화합'은 대상에 대한 현행하는 인식이 대상에 대한 진실한 인식 즉 대상에 대한 있는 그대로의 인식이 아니라는 것을 뜻한다. 초기불교를 비롯한 불교 일반에서는 이러한 상태를 전도(顚倒)라고 하고, 부파불교(상좌부와 설일체유부)와 대승불교의 교학(아비달마)에서는 비리작의(非理作意: 그릇된 작의, 팔리어: ayoniso-manasikāra) 또는 비여리작의(非如理作意)라 하고, 특히 대승불교의 유식유가행파에서는 변계소집성(遍計所執性)의 상태라고 하고 선종에서는 망상(妄想)이라고 한다.
고타마 붓다는 《디가 니까야》 제22경 〈대념처경〉에서 열반을 증득하기 전의 상태 즉 유전연기의 상태 즉 무명에 바탕하여 비리작의에 처해 있는 상태 즉 4성제의 집제의 상태와, 환멸연기를 통해 즉 37도품 · 6바라밀 등의 수행을 통해 점차 무명을 극복하여 비리작의를 짓는 상태를 여리작의(如理作意: 바른 작의, 팔리어: yoniso-manasikāra)를 짓는 상태로 변형함으로써 마침내 열반을 증득한 후의 상태 즉 4성제의 멸제의 상태에 대해 다음과 같이 말씀하고 있다.

다시 비구들이여, 이런 갈애는 어디서 일어나서 어디서 자리 잡는가? 세상에서 즐겁고 기분 좋은 것이 있으면 거기서 이 갈애는 일어나서 거기서 자리 잡는다. 그러면 세상에서 어떤 것이 즐겁고 기분 좋은 것인가? 눈은 세상에서 즐겁고 기분 좋은 것이다. 귀는 … 코는 … 혀는 … 몸은 … 의근은 세상에서 즐겁고 기분 좋은 것이다. 여기서 이 갈애는 일어나서 여기서 자리 잡는다. 형상은 … 소리는 … 냄새는 … 맛은 … 감촉은 … [의근의 대상인] 법(法)은 세상에서 즐겁고 기분 좋은 것이다. 여기서 이 갈애는 일어나서 여기서 자리 잡는다. 안식은 … 이식은 … 비식은 … 설식은 … 신식은 … 의식은 세상에서 즐겁고 기분 좋은 것이다. 여기서 이 갈애는 일어나서 여기서 자리 잡는다.
....

다시 비구들이여, 그런 이 갈애는 어디서 없어지고 어디서 소멸되는가? 세상에서 즐겁고 기분 좋은 것이 있으면 거기서 이 갈애는 없어지고 거기서 소멸된다. 그러면 세상에서 어떤 것이 즐겁고 기분 좋은 것인가? 눈은 세상에서 즐겁고 기분 좋은 것이다. 귀는 … [코는 … 혀는 … 몸은 … 의근은 세상에서 즐겁고 기분 좋은 것이다.] 여기서 이 갈애는 없어지고 여기서 소멸된다. 형상은 … 소리는 … 냄새는 … 맛은 … 감촉은 … [의근의 대상인] 법은 세상에서 즐겁고 기분 좋은 것이다. 여기서 이 갈애는 없어지고 여기서 소멸된다. 안식은 … 이식은 … 비식은 … 설식은 … 신식은 … 의식은 세상에서 즐겁고 기분 좋은 것이다. 여기서 이 갈애는 없어지고 여기서 소멸된다.— 각묵스님 옮김(2015) 《디가 니까야》 제2권 제22경 〈대념처경〉 초기불전연구원. pp.531~535. 
편집자가 용어 일부 변경

위의 인용문에서 고타마 붓다는 18계를 말씀하고 있는데, 18계는 곧 일체법이다. 즉 5온이고 12처이며 일체의 만물이다. 고타마 붓다는 일체법이 조금의 변경도 없이 그대로 번뇌이며 그대로 열반이라고 말씀하고 있다. 즉, 번뇌와 보리, 윤회와 열반, 생멸과 진여 사이에 일호의 간격도 없는 것이 제법실상이라는 것이다. 일호의 간격도 없으니 번뇌라고도 이름 붙일 수 없고 보리라고도 이름 붙일 수 없으므로, 번뇌도 없고 보리도 없으며, 윤회도 없고 열반도 없으며, 생멸도 없고 진여도 없다고 표현할 수도 있다. 달리 말해, 무명도 없고 무명의 다함도 없다고 말할 수 있다. 하지만, 비리작의 즉 망상이 있으면 이들 사이에 간격이 생기고 점점 벌어져 번뇌도 있고 보리도 있으며, 윤회도 있고 열반도 있으며, 생멸도 있고 진여도 있게 된다. 달리 말해, 번뇌와 보리, 윤회와 열반, 생멸과 진여가 분리된다. 이 때문에 선종에서는 다만 망상을 쉬기만 하면 된다고 말한다. 중관학파에서는 윤회와 열반 사이에 간격이 없는 것을 승의제 또는 진제라고 하고 간격이 있는 것을 속제라고 한다. 간격이 있거나 더 벌어지는 것을 선종에서는 특유의 용어로 분별심이라고 한다. 그래서 분별심이 없기만 하면 된다고 말한다. 비리작의 즉 망상이 있을 때, 그만큼 보리 · 열반 · 진여와 분리된 번뇌 · 윤회 · 생멸은 단지 심리의 일부인 논리 공간의 개념 즉 철학적 이해로서만이 아니라 실제의 현실로서 존재하고 현실의 삶에서 6근을 통해 마음이 실감하는 그만큼의 실제의 추(愁: 걱정) · 탄(歎: 한탄) · 고(苦: 괴로움) · 우(憂: 근심) · 뇌(惱: 번뇌, 고요하지 못함)를 일으킨다. 그리고 이들이 일어나고 머물고 사라지고 상속하는 것은 엄격한 인과의 법칙, 즉, 업과 업의 과보의 법칙, 혹업고의 3도의 법칙, (동시인과이건 이시인과이건) 연기의 법칙을 따른다. 유전연기는 이와 같이 간격이 점점 더 벌어지는 실제의 과정 즉 점점 더 제법실상에서 멀어져 가는 현실의 과정 즉 점점 더 그릇되어 가는 현실의 삶, 즉, 출세간의 마음을 획득하지 못하여 3유에서 윤회하는 삶을 밝힌 것이다. 
6입연촉(六入緣觸) 또는 연6입촉(緣六入觸)은 또한 이미 발생한 촉(觸)의 그릇된 상태 즉 '그릇된 상태의 3사화합'이 있다면, 즉 그릇된 상태의 안촉 · 이촉 · 비촉 · 설촉 · 신촉 · 의촉이 이미 발생한 상태라면, 즉 현행하는 인식이 대상을 있는 그대로 인식하지 못하는 상태가 이미 발생했다면, 반드시 그 원인이 되는 6입 즉 6처 즉 6근의 그릇된 상태 즉 진리에 계합하도록 제어되지 못한 상태의 6근의 하나 혹은 다수가 존재한다는 것을 뜻한다. 
불교의 수행이란 그 형태가 어떠한 것이건 그 모두는 6근 즉 몸과 마음을 비리작의를 일으키는 상태에서 여리작의를 일으키는 상태로 변화시킴으로써 열반과 계합하게 하는 것이라고 할 수 있다. 예를 들어, 37도품은 초기불교의 수행법을 총칭하는 것인데 37도품 중 대표적인 것이 4념처 수행이다. 고타마 붓다는 열반에 들어 이 세상을 떠나기 전에 "부처님께서 세상에 살아 계실 때는 부처님을 의지하여 머물렀는데, 여래께서 이미 열반하시고 나면 무엇을 의지하여 머물러야 합니까? "라는 물음에 대해 유훈으로 "4념처를 의지하여 마음을 매우 철저히 바르게 다스림으로써 머물러라(依四念處嚴心而住)"고 말씀하고  있다.  이 말씀은 4념처, 간화선, 또는 염불과 같은 수행을 통해 비리작의를 일으키는 상태를 여리작의를 일으키는 상태로  6근 즉 몸과 마음을 변화시켜가는 매일의 노력이야말로 진정 의지하여야 할 의지처라고 뜻하신 것으로 해석할 수 있다. 
| “ | T12n0377_p0901a12║爾時阿難聞佛語已，身心戰動，情識恾然，悲 T12n0377_p0901a13║哽喑咽，深沒憂海，舉體迷悶，昏亂濁心，投如 T12n0377_p0901a14║來前猶如死人。爾時，阿泥樓逗安慰阿難， T12n0377_p0901a15║輕其愁心，而語之言：「咄哉！何為愁苦？如來涅 T12n0377_p0901a16║槃時至，今日雖有，明旦則無。汝依我語，諮啟 T12n0377_p0901a17║如來，如是四問：『佛涅槃後，六群比丘行污他 T12n0377_p0901a18║家，惡性車匿，云何共住而得示教？如來在世 T12n0377_p0901a19║以佛為師，世尊滅後以何為師？若佛在世依 T12n0377_p0901a20║佛而住，如來既滅依何而住？如來滅後，結集 T12n0377_p0901a21║法藏，一切經初，安何等語？』」 爾時，阿難如從夢 T12n0377_p0901a22║中，聞阿泥樓逗安慰其心，令致四問，漸得醒 T12n0377_p0901a23║悟，哀不自勝，具陳上問而以白佛。 ... T12n0377_p0901b27║「阿難！如汝所問，佛去世後， T12n0377_p0901b28║以何為師者？阿難！尸波羅蜜戒是汝大師， T12n0377_p0901b29║依之修行，能得出世甚深定慧。「阿難！如汝所 T12n0377_p0901c01║問，佛涅槃後，依何住者？阿難！依四念處嚴心 T12n0377_p0901c02║而住：觀身性相同於虛空，名身念處；觀受不 T12n0377_p0901c03║在內外、不住中間，名受念處；觀心但有名字， T12n0377_p0901c04║名字性離，名心念處；觀法不得善法、不得不 T12n0377_p0901c05║善法，名法念處。阿難！一切行者，應當依此四 T12n0377_p0901c06║念處住。 이때 아난이 부처님께서 하신 말씀을 듣고서 몸과 마음이 두려움으로 떨리고, 정신이 아득하였다. 슬피 울어 목이 쉬었고, 근심의 바다에 깊이 빠져 온몸이 갈피를 잡지 못하고, 마음이 어둡고 어지럽고 흐릿하여 여래 앞에 쓰러지는데, 마치 죽은 사람 같았다. 이때 아니루두(阿泥樓逗)가 아난을 위로하여 그 슬픈 마음을 가라앉히면서 말하였다. “어허, 어찌 근심으로 괴로워만 합니까? 여래께서 열반하실 때에 이르렀으니, 오늘은 비록 계시더라도 내일 아침이면 이 세상에 계시지 않습니다. 그대는 내가 말하는 대로 여래께 이와 같은 네 가지 질문을 드리십시오. 부처님께서 열반하신 뒤에 여섯 무리의 비구가 더러운 다른 집에 가는 것과 포악한 성질의 차닉(車匿)과 어떻게 함께 머물면서 가르침을 보여야 합니까? 여래께서 세상에 살아 계실 때는 부처님을 스승으로 삼았는데, 세존께서 열반하신 뒤에는 누구로써 스승을 삼아야 합니까? 부처님께서 세상에 살아 계실 때는 부처님을 의지하여 머물렀는데, 여래께서 이미 열반하시고 나면 무엇을 의지하여 머물러야 합니까? 여래께서 열반하신 뒤 법장(法藏)을 결집(結集)하매 모든 경전 첫머리에 어떠한 말을 놓아야 합니까?” 이때 아난은 꿈속에서 아니루두가 그 마음을 위로하고 네 가지 질문을 여쭙게 하는 것을 듣는 것 같았다. 차츰 깨어났으나 슬픔을 스스로 이기지 못하였다. 위의 물음을 빠뜨리지 않고 차례차례 부처님께 말씀드렸다. ... 아난아, 네가 물은 것과 같이 부처님이 세상을 떠난 후에 무엇으로써 스승을 삼을까 한 것은 이러하다. 아난아, 시바라밀(尸波羅蜜)인 계율이 너의 큰 스승이니 이것을 의지해 닦고 행하면, 세상을 벗어나서 매우 깊은 선정과 지혜를 얻을 수 있다. 아난아, 네가 물은 것과 같이 부처님께서 열반한 뒤에는 누구를 의지하여 머물까 한 것은 이러하다. 아난아, (6근 즉 몸과 마음이 진리 즉 열반과 점점 더 계합하는 상태가 되게끔) 4념처(念處)를 의지하여 마음을 매우 철저히 바르게 다스림으로써 머물러라(依四念處嚴心而住). 몸의 성상(性相)이 허공과 같음을 관하는 것을 신념처(身念處)라고 이름한다. 경계에서 받아들임이 안에 있는 것도 아니고 밖에 있는 것도 아니며 중간에 머무는 것도 아니라고 관하는 것을 수념처(受念處)라고 이름한다. 마음은 다만 명자(名字)가 있을 뿐이고 명자와 성(性)이 서로 분리된다고 관하는 것을 심념처(心念處)라고 이름한다. 법(法)은 선법(善法)을 얻지 못하며 불선법(不善法)도 얻지 못한다고 관하는 것을 법념처(法念處)라고 이름한다. 아난아, 일체 수행하는 사람은 마땅히 이 4념처를 의지해 머물러야 한다. | ” |
|   | — 한문본 & 한글본. 야나발타라(若那跋陀羅) 한역, 심삼진 번역. 《대반열반경후분》 (大般涅槃經後分) 상권, 2024년 5월 18일에 확인. 편집자가 한글 번역 일부 수정. 괄호는 편집자의 주석. |   |

연기경
《연기경》의 고타마 붓다의 설명에 따르면, 촉(觸)은 안촉(眼觸) · 이촉(耳觸) · 비촉(鼻觸) · 설촉(舌觸) · 신촉(身觸) · 의촉(意觸)의 6촉신(六觸身) 즉 6촉(六觸)을 뜻한다.

현대의 해석
《글로벌 세계 대백과사전》에 따르면, 촉(觸)은 6입과 명색과 식이 접촉하는 것이다.

### (7) 수(受)
수(受, 산스크리트어: vedanā, 팔리어: vedanā, 영어: sensation, feeling)는 촉연수(觸緣受)와 수연애(受緣愛)의 연기관계에서 한 지분을 이루고 있는데, 촉연수는 연촉수(緣觸受)라고도 하며 수연애는 연수애(緣受愛)라고도 한다. 촉연수 또는 연촉수는 촉(觸)이 있으므로 수(受)가 있다는 뜻이고, 수연애 또는 연수애는 수(受)가 있으므로 애(愛)가 있다는 뜻이다.

잡아합경
《잡아함경》 제12권 제298경 〈법설의설경(法說義說經)〉의 고타마 붓다의 설명에 따르면, 수(受)는 고수(苦受) · 낙수(樂受) · 불고불락수(不苦不樂受)의 3수(三受)를 말한다. 부파불교와 대승불교 등 불교 일반에 따르면, 수(受)는 마음작용들 가운데 하나로 촉(觸) 즉 '근경식 3사화합'을 바탕으로 하여 일어난다.
촉연수(觸緣受) 또는 연촉수(緣觸受), 즉 촉(觸)이 있으므로 수(受)가 있다는 것은 촉(觸)의 그릇된 상태가 있기 때문에 수(受)의 그릇된 상태가 생겨나게 된다는 것을 뜻한다. 즉, 현행하는 인식이 대상을 있는 그대로 인식하지 못하는 상태가 있기 때문에 그릇된 상태의 고수 · 낙수 · 불고불락수의 3수(三受)가 생겨난다는 것을 말한다. 그릇된 상태의 3수는 전도된 상태의 3수를 말하는 것으로 고라고 느껴야 할 대상을 낙 또는 불고불락의 대상이라 여기고, 낙이라고 느껴야 할 대상을 고 또는 불고불락의 대상이라 느끼고, 불고불락이라고 느껴야 할 대상을 고 또는 낙의 대상이라 느끼는 것을 말한다.
촉연수(觸緣受) 또는 연촉수(緣觸受)는 또한 이미 발생한 수(受)의 그릇된 상태 즉 전도된 3수가 있다면, 반드시 그 원인이 되는 촉(觸)의 그릇된 상태 즉 '그릇된 상태의 3사화합', 즉 현행하는 인식이 대상을 있는 그대로 인식하지 못하는 상태, 즉 그릇된 상태의 안촉 · 이촉 · 비촉 · 설촉 · 신촉 · 의촉의 하나 혹은 다수가 존재한다는 것을 뜻한다. 
한편, 부파불교와 대승불교의 교학에서 수(受) 즉 3수(三受)는 더욱 세밀하게 탐구되어 심수 · 신수의 2수(二受), 낙수 · 고수 · 희수 · 우수 · 사수의 5수(五受) 또는 5수근(五受根) 등의 여러 가지 분류로 재분류되어 불교의 번뇌론과 수행론과의 관련하에 논의되고 있다. 예를 들어 5수 가운데 낙수와 희수는 색계의 제3정려인 이희묘락지(離喜妙樂地)와 관련되어 논의되고 있다. '이희묘락지'의 문자 그대로의 뜻은 '희수[喜]를 떠나고 묘한 낙수[樂]가 있는 장소'이다. 또한 제4정려인 사념청정지(捨念淸淨地)의 문자 그대로의 뜻은 '염(念)을 버린 청정한 장소'인데 '염을 버린 상태[捨念]'는 3수 또는 5수 가운데 사수(捨受)를 뜻한다.

연기경
《연기경》의 고타마 붓다의 설명에 따르면, 수(受)는 낙수(樂受) · 고수(苦受) · 불고불락수(不苦不樂受)의 3수(三受)를 뜻한다.

현대의 해석
《글로벌 세계 대백과사전》에 따르면, 수(受)는 6입과 명색과 식의 접촉 위에서 생기는 고락 등의 감수작용이다.

### (8) 애(愛)
애(愛, 산스크리트어: तण्हा tṛṣṇā, 팔리어: taṇhā, 영어: craving, desire, thirst)는 수연애(受緣愛)와 애연취(愛緣取)의 연기관계에서 한 지분을 이루고 있는데, 수연애는 연수애(緣受愛)라고도 하며 애연취는 연애취(緣愛取)라고도 한다. 수연애 또는 연수애는 수(受)가 있으므로 애(愛)가 있다는 뜻이고, 애연취 또는 연애취는 애(愛)가 있으므로 취(取)가 있다는 뜻이다.

잡아합경
《잡아함경》 제12권 제298경 〈법설의설경(法說義說經)〉의 고타마 붓다의 설명에 따르면, 애(愛)는 욕애(欲愛) · 색애(色愛) · 무색애(無色愛)의 3애(三愛)를 말한다.
애(愛)는 애착(愛著) · 탐(貪) 또는 집착(執著)이라고도 하는데, 어떤 대상에 대한 그릇된 좋아함[欲]을 말하는 것으로 특히 그 대상에 들러붙러 떠나지 못하는 상태를 말한다. 애(愛)의 한자어 문자 그대로의 뜻에는 사랑이라는 뜻이 있으며 12연기설에서 말하는 애(愛)는 기독교 등에서 말하는 사랑과는 전혀 다른 것이다. 기독교 등에서 말하는 사랑은 불교의 자비(慈悲)에 해당한다. 그리고 불교에서도 애(愛)라는 낱말이 이러한 사랑 또는 자비의 뜻으로 사용되기도 한다. 부파불교의 5위 75법과 대승불교의 5위 100법의 법체계에 따르면 12연기설의 애(愛) 즉 탐(貪)은 그 성질이 불선(不善)으로, 본질적으로 번뇌이다. 이에 비해 자비의 자(慈)는 무진(無瞋)의 마음작용의 본질적 성질이고, 비(悲)는 불해(不害)의 마음작용의 본질적 성질로서, 둘 다 본질적으로 선(善)이다. 불교에서는 탐(貪)으로서의 애(愛: 갈애, 애착, 집착)는 증(憎: 증오, 미워함)과 표리일체의 관계에 있다고 본다. 즉 동전의 양면과 같아서 애(愛: 갈애, 애착, 집착)가 증(憎: 증오, 미워함)을 낳기도 하며 반대로 증(憎: 증오, 미워함)이 애(愛: 갈애, 애착, 집착)를 낳기도 한다. 그러나 자비 또는 사랑으로서의 애(愛)에는 이러한 면이 없다.
그리고 12연기설의 12지 가운데 제1지분인 무명(無明)과 제8지분인 애(愛)와 제9지분인 취(取)는 선 · 불선 · 무기의 3성에 따라 살펴보면 그 성질이 본질적으로 불선 또는 번뇌이다. 이에 비해 나머지 지분들은 그 성질이 무기이다. 그렇기 때문에 나머지 지분들은 선이 될 수도 있고 불선이 될 수도 있다. 즉 바른 상태에 있을 수도 있고 그릇된 상태에 있을 수도 있다. 즉 청정한 상태에 있을 수도 있고 오염된 상태에 있을 수도 있다. 12연기의 유전연기는 이들 지분들이 그릇된 상태로 되는 것에 대해 특히 다루고 있는 것이며, 반면 12연기의 환멸연기는 이들 지분들이 바른 상태로 되는 것에 대해 특히 다루고 있는 것이다. 이에 비해 무명(無明) · 애(愛) · 취(取)는 그 성질이 본질적으로 불선 즉 악이기 때문에 이들이 바른 상태로 되는 것은 불가능한 일이며 다만 이들을 끊음으로써 더 이상 마음이 이들과 계합하지 않는 상태가 될 수 있을 뿐이다. 따라서 환멸연기에서 이들 3가지 지분은 변형[轉依]의 대상이 아니라 단멸(斷滅) 즉 원리(遠離: 멀리 떠남)의 대상이다.
고타마 붓다의 설명에 나오는 욕애(欲愛) · 색애(色愛) · 무색애(無色愛)는 다음을 뜻한다.
- 욕애(欲愛): 욕계의 애, 욕계의 법 즉 욕계의 사물을 애착하여 그 결과 그것에 들러붙어서 떠나지 못하는 것, 욕계를 떠나지 못하는 것
- 색애(色愛): 색계의 애, 색계의 법 즉 색계의 사물을 애착하여 그 결과 그것에 들러붙어서 떠나지 못하는 것, 색계를 떠나지 못하는 것
- 무색애(無色愛): 무색계의 애, 무색계의 법 즉 무색계의 사물을 애착하여 그 결과 그것에 들러붙어서 떠나지 못하는 것, 무색계를 떠나지 못하는 것

《마하지관》 제4권과 《천태사교의》와 《삼장법수》에 따르면, 외적 대상인 색(色) · 성(聲) · 향(香) · 미(味) · 촉(觸)의 5경(五境)은 그 자체로는 갈애, 탐욕 또는 집착이 아니다.
5경은 그 자체로는 탐욕 · 집착 또는 갈애가 아니다. 하지만 그 안에는 어떤 맛[味]이 들어있는데 이 맛은 능히 수행자[行人]로 하여금 반드시[須] 탐욕 · 집착 또는 갈애를 일으키게 한다. 비유하자면 마치 가짜 스승[陶師]이 사람들을 끌어들이지만 결국 아무런 성취도 얻을 수 없는 것처럼 5욕도 이와 같아서 항상 사람을 끌어들여서 온갖 마경(魔境)에 들어가게 한다. 이러한 취지에서 5경이 지닌 맛에 의해 불러일으켜지는 5욕은 꾸짖을 만한 것[訶] 즉 항상 지켜 경계해야 할 대상이 된다.
수연애(受緣愛) 또는 연수애(緣受愛), 즉 수(受)가 있으므로 애(愛)가 있다는 것은 수(受)의 그릇된 상태가 있기 때문에 번뇌 또는 불선인 애(愛)가 생겨나게 된다는 것을 뜻한다. 즉, 욕계 · 색계 · 무색계의 3계의 사물들에 들러붙어서 떠나지 못하는 상태가 전도된 3수(三受)로부터 생겨나는 것을 말한다.
수연애(受緣愛) 또는 연수애(緣受愛)는 또한 이미 발생한 애(愛) 즉 3계의 어떤 사물에 들러붙어서 떠나지 못하는 상태가 있다면, 욕계 · 색계 · 무색계의 3계의 각각을 떠나지 못하는 상태가 있다면, 반드시 그 원인이 되는 수(受)의 그릇된 상태 즉 전도된 고수 · 낙수 · 불고불락수의 하나 혹은 다수가 존재한다는 것을 뜻한다. 

연기경
《연기경》의 고타마 붓다의 설명에 따르면, 애(愛)는 욕애(欲愛) · 색애(色愛) · 무색애(無色愛)의 3애(三愛)를 뜻한다.

현대의 해석
《글로벌 세계 대백과사전》에 따르면, 애(愛)는 갈애(渴愛)라고 하여 맹목적인 애념(愛念)을 말한다. 고락 등의 감수작용이 강하면 그만큼 애증(愛憎)의 염(念)도 강해진다. 즉, 쾌락이 크면 그 쾌락을 가지려는 염이 강해지고, 고통이 크면 그 고통을 피하려는 염이 강해진다.

### (9) 취(取)
취(取, 산스크리트어: upādāna, 팔리어: upādāna, 영어: attachment)는 애연취(愛緣取)와 취연유(取緣有)의 연기관계에서 한 지분을 이루고 있는데, 애연취는 연애취(緣愛取)라고도 하며 취연유는 연취유(緣取有)라고도 한다. 애연취 또는 연애취는 애(愛)가 있으므로 취(取)가 있다는 뜻이고, 취연유 또는 연취유는 취(取)가 있으므로 유(有)가 있다는 뜻이다.

잡아합경
《잡아함경》 제12권 제298경 〈법설의설경(法說義說經)〉의 고타마 붓다의 설명에 따르면, 취(取)는 욕취(欲取) · 견취(見取) · 계취(戒取) · 아취(我取)의 4취(四取)를 말한다. 이 가운데 계취는 계금취(戒禁取)라고도 하며, 아취는 아어취(我語取)라고도 한다.
취(取)의 한자어 문자 그대로의 뜻은 가짐 또는 취함인데, 모니어 모니어윌리엄스(Monier Monier-Williams)의 《산스크리트어-영어 사전》에 따르면 취(取)의 산스크리트어 원어 우파다나(upādāna)의 일반적인 의미는 자신을 위해 무언가를 취하는 행위(the act of taking for one's self), 자신을 위해 무언가를 전용(轉用: 쓸 곳에 쓰지 않고 다른 곳으로 돌려서 씀)하는 행위(appropriating to one's self), 받아들임(accepting), 허용함(allowing), 취함(taking), 획득함(acquiring) 등이 있고, 불교 용어로서는 '갈애 즉 탐욕이 원인이 되어 존재를 꽉 붙잡는 것 또는 집착하는 것으로 유 즉 새로운 태어남들의 원인이 되는 것(grasping at or clinging to existence caused by tṛṣṇā, desire, and causing bhava, new births)'이라고 정의되어 있다. 이 후자의 불교 용어로서의 정의는 애연취(愛緣取)와 취연유(取緣有)의 의미를 합쳐서 취(取, upādāna)를 정의한 것이다.
현대의 불교 사전들에 따르면, 취(取)라는 낱말의 일반적인 의미는 집지(執持: 잡아서 가짐, 잡아서 지님, 잡은 후 버팀, 잡은 후 유지함) · 집취(執取: 잡아서 가짐, 잡아서 취함, 잡은 후 받아들임, 잡은 후 의지함)인데, 좁은 뜻으로는 집착(執著: 꽉 붙잡은 후 들러붙음, 들러붙어서 떠나지 못함)이라는 번뇌를 뜻하고, 넓은 뜻으로는 모든 번뇌(煩惱)를 뜻한다. 즉, 후자의 넓은 뜻으로는 취(取)는 번뇌의 다른 말인데, 4취(四取)라고 할 때의 취(取)는 이 후자의 뜻이다. 그리고 어떤 번뇌를 취(取)라고 할 때는 마음이 해당 번뇌의 대상을 그릇되이 좋아하여[惡欲] 취한 후 그것에 들러붙어서 떠나지 못한다는 의미를 부각시키는 표현이다.
4취(四取)는 모든 번뇌를 취(取)의 뜻에 초점을 맞추어 4그룹으로 분류한 것이다. 즉 대상을 그릇되이 좋아하여[惡欲] 취한 후 그것에 들러붙어서 떠나지 못한다는 측면에 초점을 맞추어 모든 번뇌를 4그룹으로 분류한 것이다. 설명하기 좋은 순서대로 말하면, 대체로 견취(見取)는 그릇된 견해에 들러붙어 떠나지 못하는 성격의 번뇌들이고, 계취(戒取) 또는 계금취(戒禁取)는 그릇된 계율과 그릇된 금지조항에 들러붙어 떠나지 못하는 성격의 번뇌들이고, 욕취(欲取)는 욕계의 사물에 들러붙어 떠나지 못하는 성격의 번뇌들이고, 아취(我取) 또는 아어취(我語取)는 색계 · 무색계의 사물에 들러붙어 떠나지 못하는 성격의 번뇌들이다. 구체적으로는 4취는 다음과 같다.
4취
4취(四取, 산스크리트어: catvāry upādānāni, 팔리어: cattāri upādānāni)는 모든 번뇌, 정확히 말하면 108번뇌를 취(取)의 관점에서 욕취(欲取) · 견취(見取) · 계취(戒取) · 아취(我取)의 4그룹으로 분류한 것이다. 욕취에 34번뇌, 견취에 30번뇌, 계취에 6번뇌, 아취 또는 아어취에 38번뇌가 있어서 총 108번뇌를 이룬다. 4취를 구역에서는 4수(四受)라고도 한다.
① 욕취
욕취(欲取, 산스크리트어: kāmopādāna, 팔리어: kāmopādāna)는 욕계의 5욕(五欲)의 대상을 그릇되이 좋아하여[惡欲] 취한 후 그것에 들러붙어서 떠나지 못하는 성격의 번뇌들로, 달리 말하면, 욕계의 색 · 성 · 향 · 미 · 촉의 5경에 들러붙어 떠나지 못하는 성격의 번뇌들이다. 욕취에는 욕계의 6경 가운데 6번째인 법경(정신적 사물)에 대한 취(取)가 제외되는데, 이것은 4취 가운데 견취(見取) · 계금취(戒禁取)에 소속된다.
구체적으로, 욕취에 속한 번뇌들이란 욕계의 탐(貪) · 진(瞋) · 만(慢) · 무명(無明) · 의(疑) · 10전(十纏)을 말한다.
번뇌를 근본번뇌와 수번뇌로 구분할 때, 욕취에 속한 번뇌들 중 탐 · 진 · 만 · 무명 · 의는 근본번뇌에 속하고 10전은 수번뇌에 속한다. 10전은 무참(無慙) · 무괴(無愧) · 질(嫉) · 간(慳) · 회(悔) · 면(眠) · 도거(掉擧) · 혼침(惛沈) · 분(忿) · 부(覆)를 말한다.
설일체유부의 번뇌론에서 모든 근본번뇌는 견고소단(見苦所斷) · 견집소단(見集所斷) · 견멸소단(見滅所斷) · 견도소단(見道所斷) · 수도소단(修道所斷)의 5부(五部)의 관점에서 나뉘는데, 각각의 근본번뇌마다 5부 모두가 있는 경우도 있고 특정한 몇 부(部)만 있는 경우도 있다. 욕취에 속한 탐(貪) · 진(瞋) · 만(慢) · 무명(無明) · 의(疑) · 10전(十纏)을 5부에 따라 나누면, 욕계의 탐 · 진 · 만 · 무명에는 모두 5부가 존재하기 때문에 총 20가지의 번뇌가 있게 되고, 의는 견소단의 번뇌이므로 수도소단을 제외한 4부가 존재하기 때문에 4가지의 번뇌가 있게 되고. 10전은 수번뇌인데 비록 수번뇌에 대해서도 5부 분별이 존재하기는 하지만 108번뇌를 헤아릴 때는 수번뇌는 5부로 나누는 대상으로 삼지 않기 때문에 따라서 그대로 10가지의 번뇌가 되므로, 총 34가지의 번뇌가 있게 된다. 이들 34번뇌를 전통적인 표현으로 34사(三十四事)라고 한다. 즉, 108번뇌 중 34번뇌가 욕취에 속한다.
② 견취
견취(見取, 산스크리트어: drsty-upādāna, 팔리어: ditthi-upādāna)는 3계의 그릇된 견해를 그릇되이 좋아하여[惡欲] 취한 후 그것에 들러붙어서 떠나지 못하는 성격의 번뇌들을 말한다. 구체적으로는, 번뇌로서의 견(見) 즉 염오견 즉 그릇된 견해를 이루는 5견(五見) 가운데 유신견(有身見) · 변집견(邊執見) · 사견(邪見) · 견취견(見取見)의 4견을 말한다. 즉, 욕계의 4견, 색계의 4견, 무색계의 4견을 통칭한다. 번뇌를 근본번뇌와 수번뇌로 구분할 때, 4견을 포함한 5견(五見)은 모두 근본번뇌에 속한다.
견취에 속한 3계의 유신견 · 변집견 · 사견 · 견취견을 5부에 따라 나누면 총 30가지의 번뇌가 있게 되고, 이들 30번뇌를 전통적인 표현으로 30사(三十事)라고 한다. 즉, 108번뇌 중 30번뇌가 견취에 속한다.
구체적으로 설명하자면, 유신견(有身見)은 현행의 결과, 즉 4성제 가운데 고(苦), 즉 5취온에 대해 미혹하여 생겨난 견해이기 때문에 5부 가운데 오직 견고소단이다. 따라서 3계 각각에 유신견이 있으므로 유신견으로는 총 3가지의 번뇌가 있다.
변집견(邊執見)도 또한 5취온이라는 현행의 결과에 대해 영원한 것 혹은 영원히 소멸되는 것으로 주장하는 견해이기 때문에 5부 가운데 오직 견고소단이다. 따라서 3계 각각에 변집견이 있으므로 변집견으로는 총 3가지의 번뇌가 있다.
사견(邪見)은 인과를 부정하는 것이므로 이것은 곧 4성제를 부정하는 것이기 때문에 견고소단 · 견집소단 · 견멸소단 · 견도소단의 4부가 존재한다. 따라서 3계 각각에 사견이 있으므로 사견으로는 총 12가지의 번뇌가 있다.
견취견(見取見)은 유신견 · 변집견 · 사견 등의 저열한 견해를 진리라고 주장하는 견해이기 때문에 견고소단 · 견집소단 · 견멸소단 · 견도소단의 4부가 존재한다. 따라서 3계 각각에 견취견이 있으므로 견취견으로는 총 12가지의 번뇌가 있다.
이상의 설명대로, 유신견에 3가지, 변집견에 3가지, 사견에 12가지, 견취견에 12가지의 번뇌가 있어서 견취는 총 30가지의 번뇌로 이루어져 있다. (참고로 5견과 의는 모두 견소단의 번뇌이다. 5견과 의의 구체적인 5부 분별에 대해서는 '견소단(見所斷) 문서'를 참조하십시오.)
③ 계취·계금취
계취(戒取) 또는 계금취(戒禁取, 산스크리트어: śīla-vratopādāna, 팔리어: sīla-bbata-upādāna)는 3계의 그릇된 계율이나 그릇된 금지조항을 그릇되이 좋아하여[惡欲] 취한 후 그것에 들러붙어서 떠나지 못하는 성격의 번뇌들을 말한다.
구체적으로는, 번뇌로서의 견(見) 즉 염오견 즉 그릇된 견해를 이루는 5견(五見) 가운데 계금취견(戒禁取見)을 말한다. 즉, 욕계의 계금취견, 색계의 계금취견, 무색계의 계금취견을 통칭한다. 번뇌를 근본번뇌와 수번뇌로 구분할 때, 계금취견을 포함한 5견(五見)은 모두 근본번뇌에 속한다.
계금취에 속한 3계의 계금취견을 5부에 따라 나누면 총 6가지의 번뇌가 있게 되고, 이들 6번뇌를 전통적인 표현으로 6사(六事)라고 한다. 즉, 108번뇌 중 6번뇌가 계금취에 속한다.
구체적으로 설명하자면, 계금취견(戒禁取見)은 한편으로는 자재천 등이 5온과 세계의 참된 원인이 아님에도 그것을 참된 원인이라고 주장하는 것과 같은 그릇된 견해이기 때문에, 현행의 결과, 즉 4성제 가운데 고(苦), 즉 5취온에 대한 바른 관찰이 있을 때, 즉 고제현관(苦諦現觀)이 있을 때 바로 끊어지는 그릇된 견해이기 때문에 견고소단이다. 다른 한편으로는 계금취견은 불 속에 뛰어드는 것과 같은 고행이 참된 길이 아닌데 그것을 해탈과 열반에 이르는 참된 길이라고 주장하는 것과 같은 그릇된 견해이기 때문에 견도소단이다. 따라서 3계 각각에 계금취견이 있으므로 계금취견으로는 총 6가지의 번뇌가 있다. (참고로 5견과 의는 모두 견소단의 번뇌이다. 5견과 의의 구체적인 5부 분별에 대해서는 '견소단(見所斷) 문서'를 참조하십시오.)
④ 아취·아어취
아취(我取) 또는 아어취(我語取, 산스크리트어: ātma-vādopādāna, 팔리어: atta-vādupādāna)에서 아취의 문자 그대로의 뜻은 '나를 취하는 것'으로 '나에 대한 집착'을 뜻한다. 아어취의 문자 그대로의 뜻은 '나에 대한 말을 취하는 것'으로 '(계속하여) 나에 대해 말하는 집착'을 뜻한다. 아취 또는 아어취는 색계 · 무색계의 사물에 들러붙어서 떠나지 못하는 성격의 번뇌들로, 달리 말하면, 색계 · 무색계의 소의신의 뛰어난 상태를 '나'라고 여겨 집착하는 것을 말한다. 즉, 색계 · 무색계의 소의신의 뛰어난 상태를 그릇되이 좋아하여[惡欲] 취한 후 그것에 들러붙어서 떠나지 못하는 성격의 번뇌들을 통칭한다.
구체적으로는, 색계와 무색계의 탐(貪) · 만(慢) · 무명(無明) · 의(疑)를 말한다. 번뇌를 근본번뇌와 수번뇌로 구분할 때, 이들은 모두 근본번뇌에 속한다. 욕취의 경우와는 달리 아취 또는 아어취에는 진(瞋)이 포함되지 않는데 그 이유는 진(瞋)은 욕계에만 존재하는 번뇌이기 때문이다.
아취 또는 아어취에 속한 색계와 무색계의 탐(貪) · 만(慢) · 무명(無明) · 의(疑)를 5부에 따라 나누면, 색계와 무색계의 탐 · 만 · 무명에는 모두 5부가 존재하기 때문에 색계에 15가지 번뇌가 있고 무색계에 15가지의 번뇌가 있어 총 30가지의 번뇌가 있다.
의는 오직 견소단의 번뇌이기 때문에 5부 가운데 수도소단이 제외되므로 색계에 4가지가 있고 무색계에 4가지가 있어서 총 8가지의 번뇌가 있다.
따라서, 아취 또는 아어취에는 총 38가지의 번뇌가 있게 된다. 이들 38번뇌를 전통적인 표현으로 38사(三十八事)라고 한다. 즉, 108번뇌 중 38번뇌가 아취 또는 아어취에 속한다. (참고로 5견과 의는 모두 견소단의 번뇌이다. 5견과 의의 구체적인 5부 분별에 대해서는 '견소단(見所斷) 문서'를 참조하십시오.)
애연취(愛緣取) 또는 연애취(緣愛取), 즉 애(愛)가 있으므로 취(取)가 있다는 것은 번뇌 또는 불선인 애(愛)가 있기 때문에 108번뇌, 즉 근본번뇌와 수번뇌를 합한 온갖 번뇌 또는 불선이 생겨나게 된다는 것을 뜻한다. 즉, 욕계 · 색계 · 무색계의 3계의 사물들에 들러붙어서 떠나지 못하는 상태인 욕애(欲愛) · 색애(色愛) · 무색애(無色愛)의 3애(三愛)가 원인이 되어서 그러한 들러붙음이 다양한 형태로 나타나며 또한 더욱 고착화되는 것을 말한다.
애연취(愛緣取) 또는 연애취(緣愛取)는 또한 이미 발생한 취(取) 즉 3계의 갖가지 번뇌가 있고 3계의 사물에 아주 확고히 들러붙어 있어서 이들로부터 떠나는 것이 거의 기대도 되지 않는 상태가 있다면, 반드시 그 원인이 되는 욕애(欲愛) · 색애(色愛) 또는 무색애(無色愛)가 존재한다는 것을 뜻한다. 

연기경
《연기경》의 고타마 붓다의 설명에 따르면, 취(取)는 욕취(欲取) · 견취(見取) · 계금취(戒禁取) · 아어취(我語取)의 4취(四取)를 뜻한다.

현대의 해석
《글로벌 세계 대백과사전》에 따르면, 취(取)는 집착(執着) 또는 번뇌(煩惱)를 의미하는데, 제8지분인 애(愛)를 연하여 일어나는, 대상에 대한 강한 취사선택(取捨選擇)의 행동이다. 다른 학자에 따르면, 취(取)는 번뇌가 강화되고 이에 따라 아집(我執) 즉 번뇌장(煩惱障)이 형성되는 것을 말한다. 아집(我執)은 인간 자신 속에는 실체로서의 자아가 있다는 견해로, 중생의 몸과 마음을 번거롭게 하여 열반(또는 해탈)을 가로막아 중생으로 하여금 윤회하게 하는 장애라는 뜻에서 번뇌장(煩惱障)이라고도 한다.

### (10) 유(有)
유(有, 산스크리트어: bhava, 팔리어: bhava, 영어: becoming)는 취연유(取緣有)와 유연생(有緣生)의 연기관계에서 한 지분을 이루고 있는데, 취연유는 연취유(緣取有)라고도 하며 유연생은 연유생(緣有生)이라고도 한다. 취연유 또는 연취유는 취(取)가 있으므로 유(有)가 있다는 뜻이고, 유연생 또는 연유생은 유(有)가 있으므로 생(生)이 있다는 뜻이다.

잡아합경
《잡아함경》 제12권 제298경 〈법설의설경(法說義說經)〉의 고타마 붓다의 설명에 따르면, 유(有)는 욕유(欲有) · 색유(色有) · 무색유(無色有)의 3유(三有)를 말한다.
3유(三有)는 세계라는 측면에서는 3계를 뜻하고, 유정이라는 존재의 측면에서는 욕계의 유정 · 색계의 유정 · 무색계의 유정을 뜻한다. 유정이란 명색의 화합체 즉 5온의 화합체를 말하는 것으로, 유전연기의 관점에서는 취(取) 즉 온갖 번뇌에 물들어 있는 5온, 즉 5취온을 말한다. 따라서, 유전연기의 관점에서는 유(有)는 5취온을 말하며, 달리 말하면, 번뇌로 인해 생사윤회를 피할 수 없는 상태 즉 윤회할 수 밖에 없는 상태의 삶을 말한다.
이와 관련된 내용으로, 《잡아함경》 제2권 제58경 〈음근경(陰根經)〉의 고타마 붓다의 가르침에 따르면, 5온으로 하여금 5취온이 되게 하는 근본 요인은 욕탐(欲貪)이다. 고타마 붓다는 "5온이 곧 취(取: 구역에서는 受라고도 함)인 것은 아니다. 그러나 또한 5온이 취(取)와 다른 것도 아니다. 5온에 욕탐(欲貪)이 있으면 5온이 곧 5취온이 된다[非五陰即受 亦非五陰異受 能於彼有欲貪者 是五受陰]"고 말하고 있다.
취연유(取緣有) 또는 연취유(緣取有), 즉 취(取)가 있으므로 유(有)가 있다는 것은 욕취(欲取) · 견취(見取) · 계취(戒取) · 아취(我取)의 4취(四取) 즉 108번뇌에 물든 상태가 있기 때문에 5취온이 생겨나게 된다는 것을 뜻한다. 즉, 갖가지 번뇌가 있기 때문에 욕계의 유정으로서의 존재이건, 색계의 유정으로서의 존재이건, 무색계의 유정으로서의 존재이건 생사윤회를 피할 수 없는 상태에 처해 있다는 것을 뜻한다.
취연유(取緣有) 또는 연취유(緣取有)는 또한 이미 발생한 유(有) 즉 욕유(欲有) · 색유(色有) 또는 무색유(無色有)로서의 존재가 있고 이러한 존재 상태를 벗어나지 못하고 있다면, 반드시 그 원인이 되는 취(取)가 존재한다는 것, 즉 갖가지 번뇌에 물든 상태가 존재한다는 것을 뜻한다. 

연기경
《연기경》의 고타마 붓다의 설명에 따르면, 유(有)는 욕유(欲有) · 색유(色有) · 무색유(無色有)의 3유(三有)를 뜻한다.

현대의 해석
《글로벌 세계 대백과사전》에 따르면, 유(有)는 현존재 또는 현재 가지고 있는 것으로, 애(愛)와 취(取)의 행위가 잠재의식화되는 것에 의해, 즉 자신의 성품 · 마음 · 습관 · 체질의 일부가 되는 것에 의해 현존재인 유(有)가 규정된다.

### (11) 생(生)
생(生, 산스크리트어: jāti, 팔리어: jāti, 영어: birth)은 유연생(有緣生)과 생연노사(生緣老死)의 연기관계에서 한 지분을 이루고 있는데, 유연생은 연유생(緣有生)이라고도 하며 생연노사는 연생노사(緣生老死)라고도 한다. 유연생 또는 연유생은 유(有)가 있으므로 생(生)이 있다는 뜻이고, 생연노사 또는 연생노사는 생(生)이 있으므로 노사(老死)가 있다는 뜻이다.

잡아합경
《잡아함경》 제12권 제298경 〈법설의설경(法說義說經)〉의 고타마 붓다의 설명에 따르면, 생(生)은 각각의 중생(衆生)이 각각의 몸의 종류로 한 번의 생을 넘어 화합하여 태어나서는, 음(陰)을 득하고, 계(界)를 득하고, 입처(入處)를 득하고, 명근(命根)을 득하는 것을 말한다.
고타마 붓다의 설명에 나오는 각 낱말들의 의미는 다음과 같다.
- 각각의 중생[彼彼衆生]은 유정(有情)의 구역(舊譯)으로, 욕계 · 색계 · 무색계의 3유의 세계 가운데 어느 하나에서 소의신을 가지고 살고 있는 개개의 유정을 말한다.
- 각각의 몸의 종류[彼彼身種類]는 중동분(衆同分) 즉 유정의 동류상사성(同類相似性)을 말한다.
- 한 번의 생을 넘어 화합하여 태어나는 것[一生超越和合出生]은 5온의 화합이 한 번의 생으로 끝나는 것이 아니라 다음 생으로 상속(相續)되고 유전(流轉)하는 것을 말한다.
- 음(陰)을 득하는 것[得陰]은 5온이 갖추어지는 것을 말한다.
- 계(界)를 득하는 것[得界]은 18계가 갖추어지는 것을 말한다.
- 입처(入處)를 득하는 것[得入處]은 12처가 갖추어지는 것을 말한다.
- 명근(命根)을 득하는 것[得命根]은 생에서 생으로 윤회할 때 즉 5온이 생에서 생으로 상속되고 유전할 때 전생(前生)에 쌓은 원인에 따라 일정한 수명을 부여받는 것을 말하며, 이것은 또한 그 수명 동안 살아가는 것 즉 한 생애를 살아가는 것을 말한다. 그리고 한 생애를 살아가는 것이란, 그 생애 동안 무명(無明)에서 유(有) 즉 5취온으로 이어지는 유전연기를 행하거나 무명(無明)을 단멸시키고 나아가 유(有) 즉 5취온을 5무루온으로 변형시키는 환멸연기를 행하는 것을 말한다.

유연생(有緣生) 또는 연유생(緣有生), 즉 유(有)가 있으므로 생(生)이 있다는 것은 욕유 · 색유 · 무색유의 3유 가운데 어느 하나의 존재, 즉 5취온의 상태가 있으므로, 즉 생사윤회를 피할 수 없는 상태가 있으므로 태어남이 생겨난다는 것 즉 다른 일생을 받게 된다는 것을 뜻한다. 또한 이것은 5취온은 죽음으로 그냥 소멸되는 것이 아니라 다음 생으로 상속되고 유전된다는 것을 뜻한다.
유연생(有緣生) 또는 연유생(緣有生)은 또한 이미 발생한 생이 있다면, 즉 생사윤회를 벗어나지 못하여 받은 삶이 있다면, 즉 자신이 3계를 벗어나지 못하는 상태라면, 반드시 그 원인이 되는 유(有)가 존재한다는 것, 즉 5취온의 상태가 존재한다는 것을 뜻한다. 

연기경
《연기경》의 고타마 붓다의 설명에 따르면, 생(生)은 각각의 유정(有情)이 각각의 유정의 종류로 갖가지 생에서 6취[趣] 가운데 태어나서는 온(蘊)을 일으켜 나타내고, 계(界)를 득하고, 처(處)를 득하고, 모든 온(蘊)을 득하고, 명근(命根)이 생기고 나타나는 것을 뜻한다.

현대의 해석
《글로벌 세계 대백과사전》에 따르면, 생(生)은 유(有)에 의해서 있게 된다.

### (12) 노사(老死)
노사(老死, 산스크리트어: jarā-maraṇa, 팔리어: jarā-maraṇa, 영어: aging (old age), decay and death)는 생연노사(生緣老死)의 연기관계에서 한 지분을 이루고 있는데, 생연노사는 연생노사(緣生老死)라고도 한다. 생연노사 또는 연생노사는 생(生)이 있으므로 노사(老死)가 있다는 뜻이다.

잡아합경
《잡아함경》 제12권 제298경 〈법설의설경(法說義說經)〉의 고타마 붓다의 설명에 따르면, 노사(老死)는 노(老)와 사(死) 즉 늙음과 죽음을 통칭하는 말이다.
노(老) 즉 늙음은 털이 하얗게 세고 정수리가 벗겨지며, 가죽이 늘어지고 5근[根]이 문드러지며, 4지[支]가 약해지고 등이 굽어지며, 머리를 떨어뜨리고 끙끙 앓으며, 숨이 짧아져 헐떡이며, 지팡이를 짚고 다니며, 몸이 검게 변하며, 온몸에 저승꽃이 피며, 정신이 희미해져 멍청히 있으며, 거동하기 어려울 정도로 쇠약해지는 것을 말한다.
사(死) 즉 죽음은 각각의 중생(衆生)이 해당되는 무리로부터 사라지고 천이(遷移)하며, 몸이 무너지고, 수(壽)가 다하고, 따뜻한 기운[火]이 떠나고, 명(命)이 소멸하여, 음(陰: 5온)을 버릴 때가 온 것을 말한다.
생연노사(生緣老死) 또는 연생노사(緣生老死), 즉 생(生)이 있으므로 노사(老死)가 있다는 것은 태어남이 있으면 반드시 늙음과 죽음이 있다는 것으로, 열반에 이른 상태가 아닌 한 생사윤회를 피할 수 없다는 것을 뜻한다. 또한 이미 발생한 노사(老死) 즉 늙음과 죽음이 있다면, 반드시 그 기본 전제가 되는 생(生) 즉 태어남이 존재한다는 것을 뜻한다. 

연기경
《연기경》의 고타마 붓다의 설명에 따르면, 노사(老死)는 노(老)와 사(死) 즉 늙음과 죽음을 통칭하는 말이다.
노(老) 즉 늙음은 머리카락이 빠지고 변하며, 피부가 늘어지고 쭈그러지며, 온몸이 쇠약해지고 제 모습을 잃어가며, 몸과 등은 구부러지고 굽으며, 검버섯이 몸의 여기저기에 피어나며, 숨결은 가빠지며, 몸의 모양은 구부정해져서 지팡이에 의지하며, 정신은 혼미하고 몸은 파리하여 줄어들고 쇠퇴하며, 5근[諸根]이 노화하여 기능을 상실해가며, 모든 행동이 부자연스러우며, 몸의 형태가 무너져 가는 것을 말한다.
사(死) 즉 죽음은 각각의 유정(有情)이 해당되는 무리로부터 마침내 사라지고 없어지며, 수(壽)와 온기[煖]를 버리고, 명근(命根)이 다하여 없어지고, 모든 온(蘊: 5온)을 버리고 죽을 때가 되어서 그 운용[運]이 다한 것을 말한다.

현대의 해석
《글로벌 세계 대백과사전》에 따르면, 노사(老死)의 고(苦)가 유(有)와 생(生)에 의해서 있게 된다.

## 같이 보기
- 윤회3도
- 연기설
- 십사무기
- 업감연기
- 아뢰야연기
- 진여연기 · 여래장연기
- 법계연기
- 육대연기

## 참고 문헌
- 이 문서에는 다음커뮤니케이션(현 카카오)에서 GFDL 또는 CC-SA 라이선스로 배포한 글로벌 세계대백과사전의 "12인연" 항목을 기초로 작성된 글이 포함되어 있습니다.
- 이 문서에는 다음커뮤니케이션(현 카카오)에서 GFDL 또는 CC-SA 라이선스로 배포한 글로벌 세계대백과사전의 "순관·역관" 항목을 기초로 작성된 글이 포함되어 있습니다.
- 곽철환 (2003). 《시공 불교사전》. 시공사 / 네이버 지식백과. |title=에 외부 링크가 있음 (도움말)
- 권오민 (2003). 《아비달마불교》. 민족사.
- 구나발타라(求那跋陀羅) 한역 (K.650, T.99). 《잡아함경》. 한글대장경 검색시스템 - 전자불전연구소 / 동국역경원. K.650(18-707), T.99(2-1). |title=에 외부 링크가 있음 (도움말)
- 무착 지음, 현장 한역 (K.571, T.1602). 《현양성교론》. 한글대장경 검색시스템 - 전자불전연구소 / 동국역경원. K.571(16-1), T.1602(31-480). |title=에 외부 링크가 있음 (도움말)
- 미륵 지음, 현장 한역, 강명희 번역 (K.614, T.1579). 《유가사지론》. 한글대장경 검색시스템 - 전자불전연구소 / 동국역경원. K.570(15-465), T.1579(30-279). |title=에 외부 링크가 있음 (도움말)
- 불타야사·축불념 한역, 번역자 미상 (K.647, T.1). 〈대연방편경(大緣方便經)〉. 《장아함경(長阿含經)》. 제10권. 한글대장경 검색시스템 - 전자불전연구소 / 동국역경원. K.647(17-815), T.1(1-1). |title=, |장=에 외부 링크가 있음 (도움말)
- 세친 지음, 현장 한역, 송성수 번역 (K.618, T.1612). 《대승오온론》. 한글대장경 검색시스템 - 전자불전연구소 / 동국역경원. K.618(17-637), T.1612(31-848). |title=에 외부 링크가 있음 (도움말)
- 안혜 지음, 지바하라 한역, 조환기 번역 (K.619, T.1613). 《대승광오온론》. 한글대장경 검색시스템 - 전자불전연구소 / 동국역경원. K.619(17-641), T.1613(31-850). |title=에 외부 링크가 있음 (도움말)
- 운허.  동국역경원 편집, 편집. 《불교 사전》. |title=에 외부 링크가 있음 (도움말)
- 현장 한역, 김성구 번역 (K.259, T.714). 《연기성도경》. 한글대장경 검색시스템 - 전자불전연구소 / 동국역경원. K.259(11-569), T.714(16-827). |title=에 외부 링크가 있음 (도움말)
- 현장 한역, 번역자 미상 (K.736, T.124). 《연기경》. 한글대장경 검색시스템 - 전자불전연구소 / 동국역경원. K.736(19-668), T.124(2-547). |title=에 외부 링크가 있음 (도움말)
- 황욱 (1999). 《무착[Asaṅga]의 유식학설 연구》. 동국대학원 불교학과 박사학위논문.
- (중국어) 구나발타라(求那跋陀羅) 한역 (T.99). 《잡아함경(雜阿含經)》. 대정신수대장경. T2, No. 99, CBETA. |title=에 외부 링크가 있음 (도움말)
- (중국어) 무착 조, 현장 한역 (T.1602). 《현양성교론(顯揚聖教論)》. 대정신수대장경. T31, No. 1602, CBETA. |title=에 외부 링크가 있음 (도움말)
- (중국어) 미륵 조, 현장 한역 (T.1579). 《유가사지론(瑜伽師地論)》. 대정신수대장경. T30, No. 1579. CBETA. |title=에 외부 링크가 있음 (도움말)
- (중국어) 불타야사·축불념 한역 (T.1). 〈대연방편경(大緣方便經)〉. 《장아함경(長阿含經)》. 대정신수대장경. T01, No. 1. CBETA. |title=, |장=에 외부 링크가 있음 (도움말)
- (중국어) 星雲. 《佛光大辭典(불광대사전)》 3판. |title=에 외부 링크가 있음 (도움말)
- (중국어) 세친 조, 현장 한역 (T.1612). 《대승오온론(大乘五蘊論)》. 대정신수대장경. T31, No. 1612, CBETA. |title=에 외부 링크가 있음 (도움말)
- (중국어) 안혜 조, 지바하라 한역 (T.1613). 《대승광오온론(大乘廣五蘊論)》. 대정신수대장경. T31, No. 1613, CBETA. |title=에 외부 링크가 있음 (도움말)
- (중국어) 현장 한역 (T.124). 《연기경(緣起經)》. 대정신수대장경. T02, No. 124. CBETA. |title=에 외부 링크가 있음 (도움말)
- (중국어) 현장 한역 (T.124). 《연기성도경(緣起聖道經)》. 대정신수대장경. T16, No. 714. CBETA. |title=에 외부 링크가 있음 (도움말)